# Compañía de Jesús

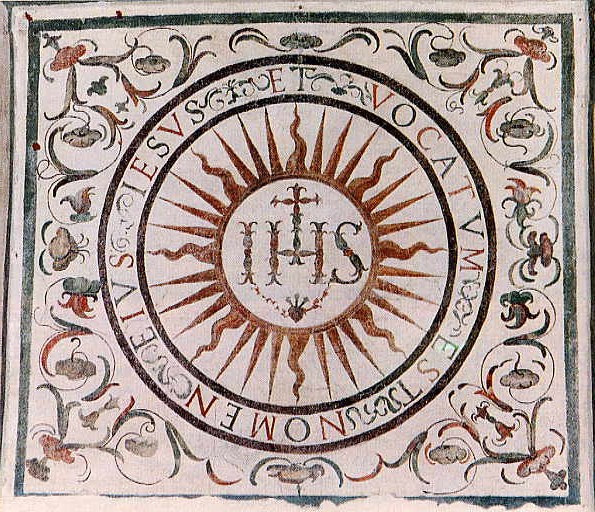
Una de las primeras versiones del sello de la Compañía de Jesús (Iglesia del Gesù, Roma). El trigrama "IHS", comprendido por las tres primeras letras griegas de "ΙΗΣΟΥΣ" (Jesús)

La Compañía de Jesús (en latín: Societas Iesu, abreviado S. I.; se usa también la forma S.J.), cuyos miembros son comúnmente conocidos como jesuitas, es una orden religiosa de clérigos regulares de derecho pontificio de la Iglesia católica fundada en 1534 por el español Ignacio de Loyola, junto con seis compañeros: Francisco Javier, Pedro Fabro, Diego Laínez, Alfonso Salmerón, Nicolás de Bobadilla, Simão Rodrigues, Juan Coduri, Pascasio Broët y Claudio Jayo en la ciudad de Roma. Fue aprobada por el papa Paulo III en 1540. En la actualidad, la Compañía de Jesús se dedica a la evangelización y al ministerio apostólico en 112 países. Los jesuitas trabajan en educación, investigación y actividades culturales. Con 15 306 miembros en 2020, de los cuales 11 049 eran sacerdotes ordenados, es la mayor orden religiosa católica hoy en día. Su actividad se extiende a los campos educativo, social, intelectual, misionero y de medios de comunicación católicos, además de atender 1250 parroquias en todo el mundo a fecha de 2020. Los jesuitas también realizan retiros, ministran en hospitales y parroquias, patrocinan obras sociales y humanitarias directas y promueven el diálogo ecuménico.
La Compañía de Jesús tiene como patrona a Nuestra Señora del Buen Camino, una advocación de la Virgen María, y está dirigida por un superior general. La sede de la sociedad, su curia general, está en Roma. La curia histórica de Ignacio es ahora parte del Collegio del Gesù adjunto a la Iglesia del Gesù, la iglesia madre de los jesuitas.
La sociedad introdujo varias innovaciones en la forma de vida religiosa, entre ellas la supresión de muchas prácticas medievales (como las penitencias o ayunos regulares obligatorios para todos, un uniforme común y la recitación coral del oficio litúrgico) en aras de una mayor movilidad y adaptabilidad. Otras innovaciones incluyeron una forma de autoridad altamente centralizada con un mandato vitalicio para el superior de la orden, un período de prueba que duraba muchos años antes de los votos finales, una gradación de los miembros y la ausencia de una rama femenina. Se hizo especial hincapié en la virtud de la obediencia, incluida la obediencia especial al Papa. También se hizo hincapié en la flexibilidad, una condición que permitió a los jesuitas involucrarse en una gran variedad de ministerios y esfuerzos misioneros en todas partes del mundo.
Los miembros de la Compañía de Jesús hacen votos de «pobreza, castidad y obediencia» y «prometen una obediencia especial al soberano pontífice en lo que respecta a las misiones». Se espera que un jesuita esté totalmente disponible y sea obediente a sus superiores, aceptando órdenes de ir a cualquier parte del mundo, incluso si se le exige vivir en condiciones extremas. Ignacio, su fundador principal, era un noble con antecedentes militares. Las primeras líneas del documento fundacional de la Compañía de Jesús declaran, en consecuencia, que fue fundada para ««todo el que quiera militar para Dios bajo el estandarte de la cruz en nuestra Compañía…, se emplee en la pacificación de los desavenidos, el socorro de los presos en las cárceles y de los enfermos en los hospitales». Por eso, a los jesuitas a veces se los llama coloquialmente «soldados de Dios». La Compañía de Jesús participó en la Contrarreforma y, más tarde, fue una fuerza líder en la modernización de la Iglesia en la implementación del Concilio Vaticano II.
Los misioneros jesuitas establecieron misiones en todo el mundo desde el siglo XVI hasta el siglo XVIII y tuvieron éxitos y fracasos en la cristianización de los pueblos nativos. Los jesuitas siempre han sido controvertidos dentro de la Iglesia católica y han chocado con frecuencia con gobiernos e instituciones seculares. A partir de 1759, los jesuitas fueron expulsados de la mayoría de los países de Europa y de las colonias europeas. El papa Clemente XIV suprimió oficialmente la orden en 1773. En 1814, la Iglesia levantó la supresión.

## Descripción de la orden
La Compañía de Jesús es una orden religiosa de carácter apostólico y sacerdotal, aunque la conforman también “hermanos legos” o coadjutores, es decir, religiosos no ordenados. Está ligada al papa por un “vínculo especial de amor y servicio”. Su finalidad, según la Fórmula del Instituto, documento fundacional de la Orden (1540), es «la salvación y perfección de los prójimos». En términos de Derecho Canónico, la Compañía de Jesús es una asociación de hombres aprobada por la autoridad de la Iglesia, en la que sus miembros, según su propio derecho, emiten votos religiosos públicos y tienden en sus vidas hacia la “perfección evangélica”.
La formación en la Compañía de Jesús empieza con un noviciado que dura dos años. Continúa con un proceso de formación intelectual que incluye estudios de humanidades, filosofía y teología. Además, los jesuitas en formación realizan dos o tres años de docencia o «prácticas apostólicas» (período de “magisterio”) en colegios o en otros ámbitos (trabajo parroquial, social, medios de comunicación, etcétera). El estudio a fondo de idiomas, disciplinas sagradas y profanas, antes o después de su ordenación sacerdotal, ha hecho de los miembros de la Compañía de Jesús, durante casi cinco siglos, los líderes intelectuales del catolicismo. La formación en la Compañía termina con la Tercera probación, que también se conoce como «Escuela del Corazón (o de los afectos)».
San Ignacio de Loyola, el fundador, quiso que sus miembros estuviesen siempre preparados para ser enviados con la mayor celeridad allí donde fueran requeridos por la misión de la Iglesia. Por eso, los jesuitas profesan los tres votos normativos de la vida religiosa (obediencia, pobreza y castidad) y, además, un cuarto voto de obediencia al papa, «circa misiones». La Fórmula del Instituto (confirmada por Julio III en 1550) dice: «Militar para Dios bajo la bandera de la cruz y servir solo al Señor y a la Iglesia, su Esposa, bajo el Romano Pontífice, Vicario de Cristo en la tierra».
La Congregación General (CG) es el órgano supremo de gobierno. A diferencia de otras órdenes, no se lo convoca periódicamente sino en caso de muerte del prepósito general (también llamado prepósito o simplemente general) o para tratar asuntos de especial importancia. Aunque el cargo de prepósito es vitalicio y ningún general renunció en la Compañía con anterioridad a la supresión de 1773, las Normas Complementarias vigentes desde 1995 contemplan la posibilidad de renunciar. El primero en hacerlo —por motivos graves de salud— fue Pedro Arrupe, en 1983 y con autorización de la CG 33. Su sucesor, Peter Hans Kolvenbach, hizo lo mismo en 2008, así como Adolfo Nicolás Pachón en 2016.
La Compañía de Jesús ha sido una organización que ha vivido entre la alabanza y la crítica, siempre en la polémica. Su lealtad incondicional al papa los ha colocado en más de un conflicto: con la Inglaterra isabelina, frente al absolutismo de Luis XIV de Francia (conocido como el “Rey Sol”), el regalismo español, con la Alemania de Bismarck, de donde fueron expulsados (durante el Kulturkampf), y con los gobiernos liberales de diversos países en América y Europa. Asimismo, los regímenes comunistas de Europa Oriental y de China limitaron ampliamente su actividad a partir de 1945.

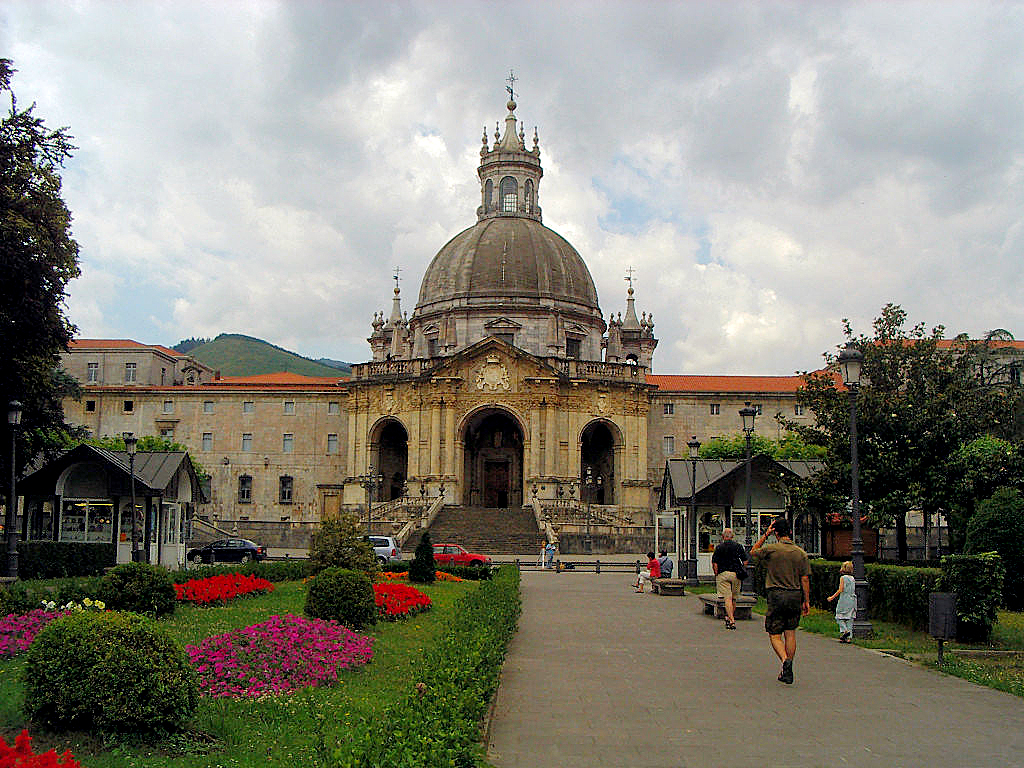
Basílica de Loyola.

La Compañía de Jesús desarrolló una actividad importante durante la Reforma católica, sobre todo en los años inmediatamente posteriores al Concilio de Trento. Su presencia en la educación occidental y en las misiones en Asia, África y América ha sido muy activa. Ha contado entre sus filas a una larga serie de santos, teólogos, científicos, filósofos, artistas y pedagogos: san Francisco de Javier, san Luis Gonzaga, Matteo Ricci, Francisco Suárez, Luis de Molina, san José de Anchieta, Juan de Mariana, san Roberto Belarmino, san Pedro Canisio, José de Acosta, Antonio Ruiz de Montoya, Atanasio Kircher, San Pedro Claver, Eusebio Kino, Francisco Javier Clavijero, san Alberto Hurtado, etc.
Capítulos notables de su historia han sido el origen y desarrollo de sus colegios y universidades en Europa, la actividad misionera en la India, China y Japón, las reducciones de Bolivia, Paraguay y Argentina, la exploración y evangelización del Canadá, del Misisipi y del Marañón, los conflictos teológicos con los protestantes y los jansenistas, su confrontación con la Ilustración, su supresión en 1773 y su restauración en 1814.
En 1965 llegaron a su máxima expansión numérica: 36 000 jesuitas en más de un centenar de unidades administrativas: provincias y misiones. Hoy, los jesuitas y los laicos que comparten su espiritualidad trabajan en los campos más diversos, tratando de colaborar con la Iglesia respondiendo a las nuevas necesidades de la sociedad y a los retos que estas plantean. Así, la Compañía trabaja en la acción social, la educación, el ámbito intelectual, el servicio a parroquias y comunidades cristianas y en medios de comunicación.
Entre 1965 y 2016 sus superiores generales fueron Pedro Arrupe (español, 1965-1983), Peter Hans Kolvenbach (neerlandés, 1983-2008) y Adolfo Nicolás (español, 2008-2016, año en que presentó su renuncia por motivos de edad). El 2 de octubre de 2016 comenzó su Congregación General 36, para elegir nuevo prepósito (superior general) y legislar sobre aspectos de la misión y carisma de la Orden. El 14 de octubre resultó elegido como trigésimo primer general el venezolano Arturo Sosa, perteneciente a la Asistencia de América Latina Septentrional.
Pablo VI describió a los jesuitas de la siguiente manera (1975): «Donde quiera que en la Iglesia, incluso en los campos más difíciles o de primera línea, ha habido o hay confrontaciones: en los cruces de ideologías y en las trincheras sociales, entre las exigencias del hombre y mensaje cristiano allí han estado y están los jesuitas».

## Historia

### Origen de la Compañía

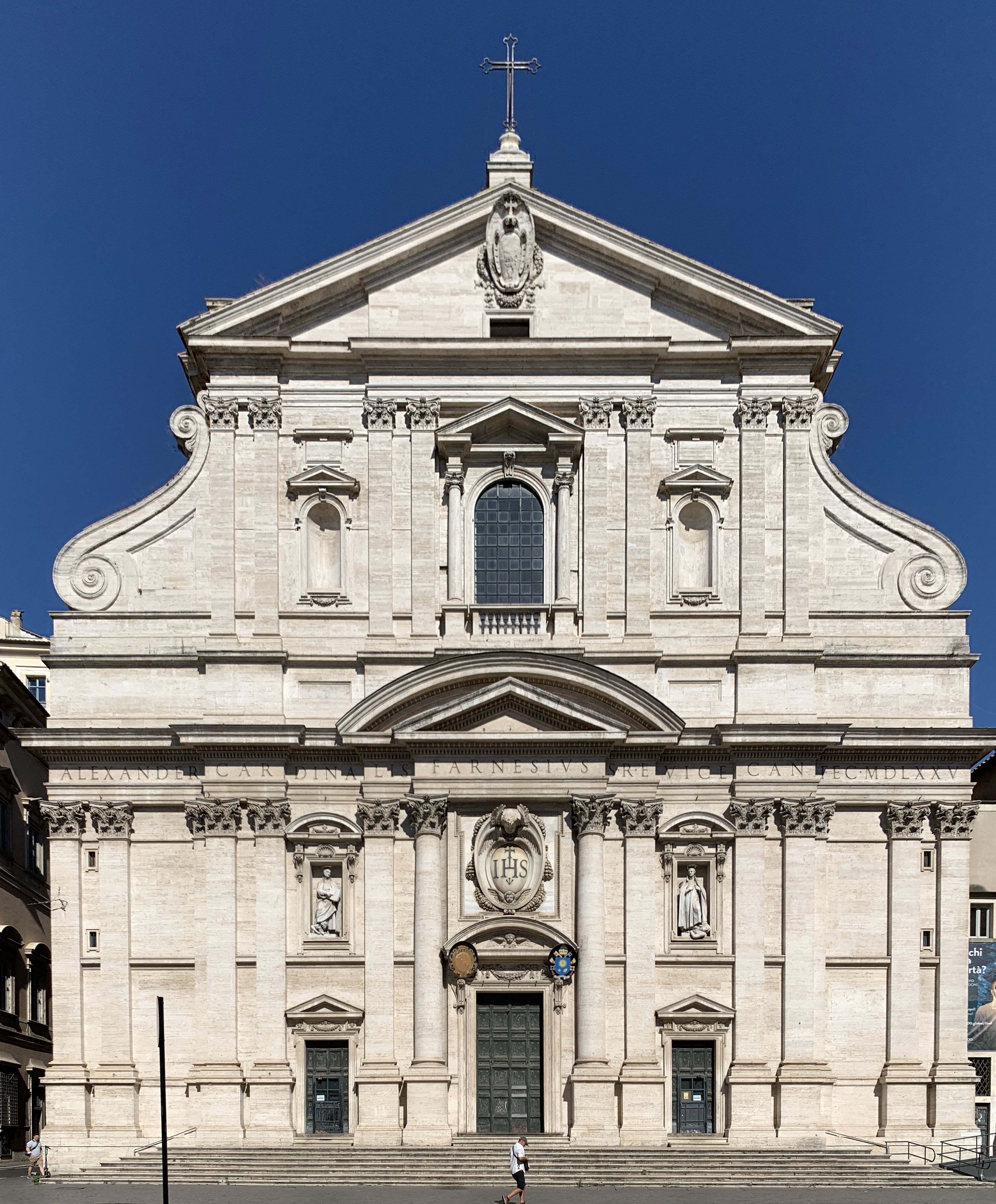
Iglesia central de la Compañía de Jesús en Roma.

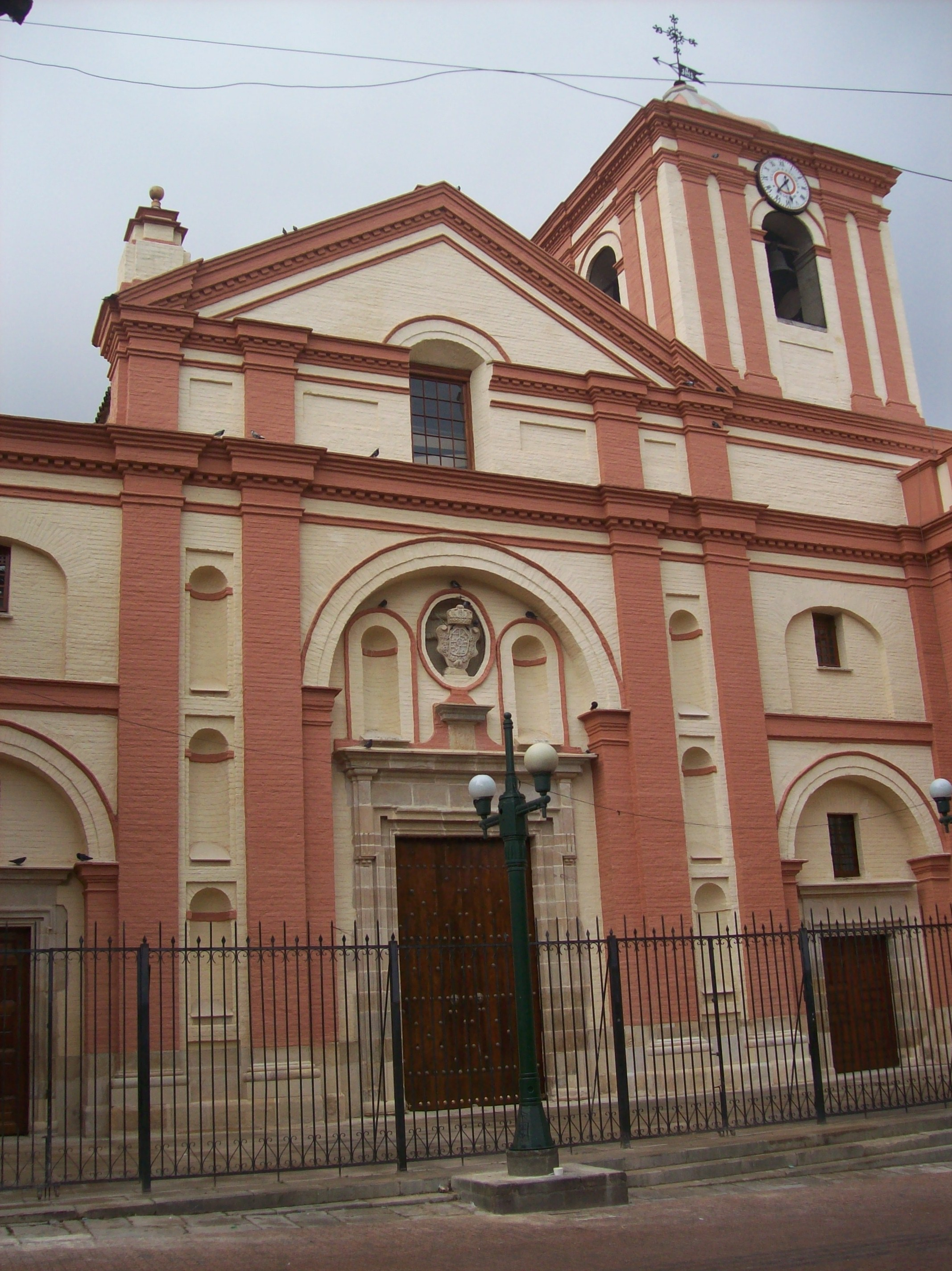
Iglesia de la Compañía de Jesús en Bogotá, Colombia.

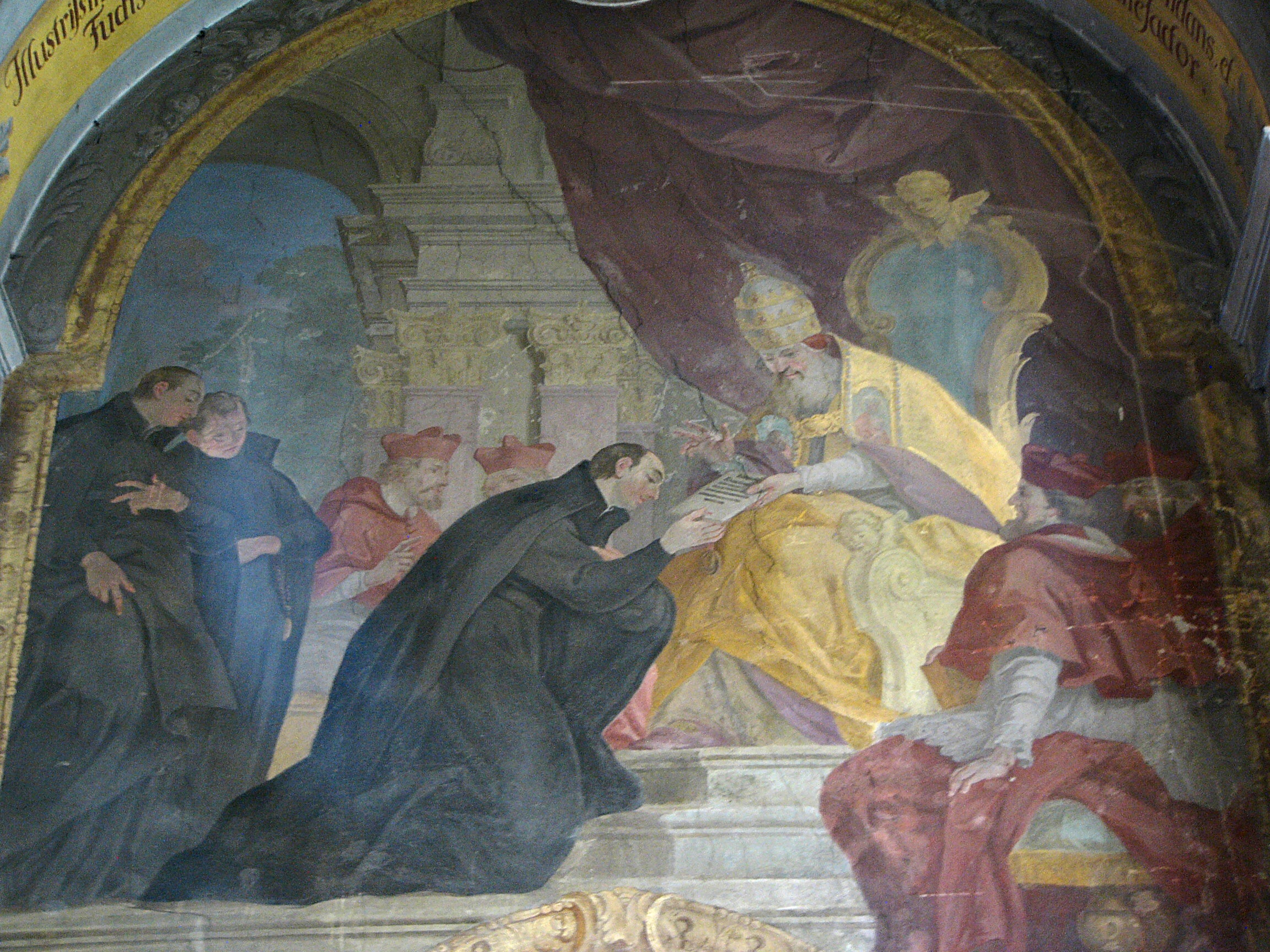
Regimini militantis Ecclesiae, cuadro de Johann Christoph Handke del.

En septiembre de 1529, Ignacio de Loyola, un vasco que combatió en las guerras contra el rey de la Navarra transpirenaica, defendiendo la causa de Carlos I, había optado por dedicarse a «servir a las almas». Decidido a estudiar para cumplir mejor su propósito, se incorpora al Colegio de Santa Bárbara —dependiente de la Universidad de París— y comparte cuarto con el saboyano Pedro Fabro y el navarro Francisco de Javier. Los tres se convirtieron en amigos. Ignacio realizó entre sus condiscípulos una discreta actividad espiritual, sobre todo dando Ejercicios espirituales, un método ascético desarrollado por él mismo.
En 1533 llegaron a París Diego Laínez, Alfonso Salmerón, Nicolás de Bobadilla y Simão Rodrigues, que se unieron al grupo de Ignacio. El 15 de agosto de 1534, fiesta de la Asunción de la Virgen, los siete se dirigieron a la cripta de la capilla del Martyrium, ubicada en lo que es hoy la calle Yvonne Le Tac, en la colina de Montmartre, donde pronunciaron tres votos: pobreza, castidad y peregrinar a Jerusalén. Después de los votos de Montmartre se incorporaron al núcleo inicial tres jóvenes franceses, «reclutados» por Fabro: Claudio Jayo, Juan Coduri y Pascasio Broët. Los diez se encontraron en Venecia y misionaron el norte de Italia a la espera de embarcarse hacia Jerusalén. Al no poder viajar a Palestina debido a la guerra entre Venecia y el Imperio otomano, el grupo se dirigió a Roma. Allí, tras una larga deliberación espiritual, decidieron fundar la Compañía de Jesús, que fue aprobada el 27 de septiembre de 1540 por Paulo III, quien les reconoció como nueva orden religiosa y firmó la bula de confirmación, Regimini militantis ecclesiae (Por el gobierno de la iglesia militante).
A partir de la aprobación papal comenzó un proceso de expansión numérica, de organización interna y de responder a las misiones encomendadas: fundación de colegios a petición de ciudades interesadas, reforma de monasterios, participación en el Concilio de Trento, diálogo con los protestantes, misiones diplomáticas, etc. Los primeros compañeros se dispersaron: Rodríguez fue a Portugal, Javier a Oriente, Fabro recorrió Europa predicando y dando los Ejercicios Espirituales. Entre 1540 y 1550 se unieron a la Orden notables personajes para su posterior desarrollo: Jerónimo Nadal, Francisco de Borja (duque de Gandía y virrey de Cataluña), Pedro Canisio, notable teólogo (doctor de la Iglesia), y Juan Alfonso de Polanco, secretario de Ignacio.
En 1556, cuando murió el fundador, eran 1000 compañeros. El segundo general fue Diego Laínez.

### Papel durante la Reforma católica

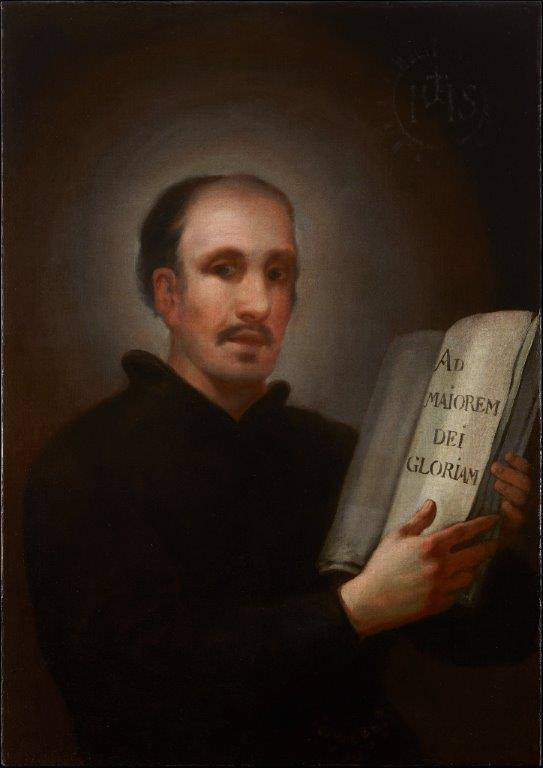
San Ignacio de Loyola (1775-1780), óleo sobre lienzo de Francisco de Goya. Colección privada, España.

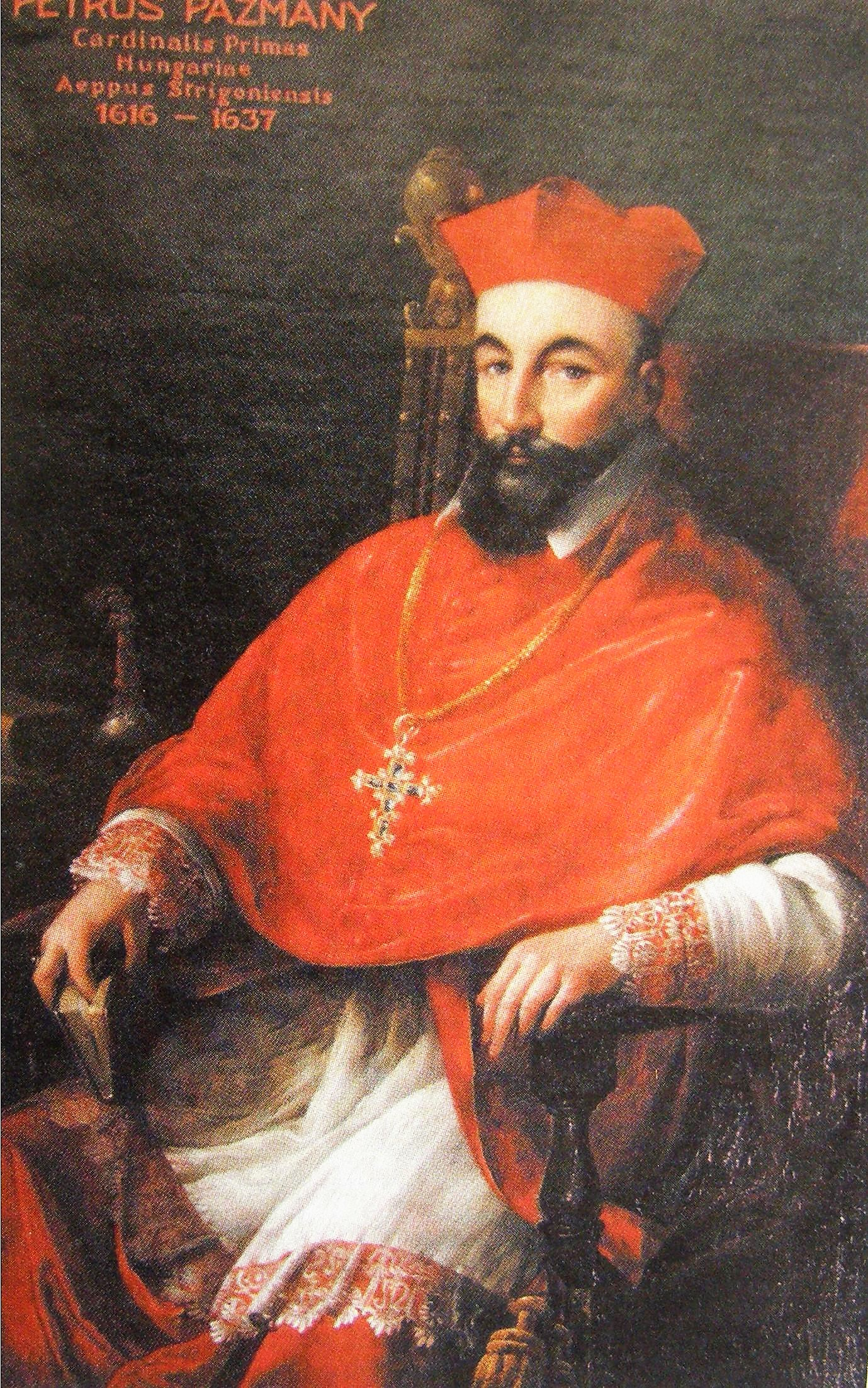
El arzobispo húngaro Pedro Pázmány (1570-1637)

Dos compañeros de Ignacio, Salmerón y Laínez, participaron como teólogos en el Concilio de Trento; les acompañó el primer jesuita germánico, Pedro Canisio, llamado el "segundo apóstol de Alemania" por su papel decisivo durante la Contrarreforma o Reforma Católica. En efecto, Canisio fue nombrado Provincial de Alemania y animó la fundación de colegios y universidades que difundieron la doctrina tridentina, reconquistando para el catolicismo regiones protestantes como Baviera en el sur de Alemania y los actuales estados de Renania del Norte-Westfalia, Renania-Palatinado y Sarre; Polonia, Hungría, Austria, y el sur de Holanda.
Diego Laínez, como general, participó en el coloquio teológico de Poissy, convocado por la reina de Francia para debatir con los protestantes. La Facultad de Teología de La Sorbona y el Parlamento de París se opusieron en este período al establecimiento legal de la Compañía en Francia.
El sucesor de Laínez fue san Francisco de Borja, el santo duque de Gandía, que colaboró con san Ignacio desde que Borja enviudó e incluso fue ordenado sacerdote en secreto para poder ayudar a san Ignacio y la Compañía sin comprometerla. Elegido III general por la CG II, gobernó desde 1565 hasta 1572, tiempo en que los colegios jesuitas prosperaron: pasaron de 50 en 1556 a 163 a 1574. Inició la remodelación de la Iglesia Madre de la Compañía, el Gesù. Borja siguió muy de cerca la evolución de la Contrarreforma en Alemania. Muchas fundaciones jesuitas atendieron a reforzar la causa católica.
Borja y sus sucesores Everardo Mercuriano (1573-1580), Claudio Acquaviva (1580-1615) y Muzio Vitelleschi (1615-1645) dieron gran impulso a las misiones. En concreto, durante el gobierno del “Santo Duque”, la Compañía ingresó al Perú y a México. A mediados del siglo XVII la Compañía ya había establecido un cordón de estaciones de misión que iban principalmente desde Portugal hasta Goa, pasando por el litoral africano, y en el Nuevo Mundo a lo largo del Imperio español.
Matteo Ricci, jesuita italiano, consiguió ingresar a China en 1583. A inicios del siglo XVII estaba instalado ya en Pekín, donde propiciará la difusión del cristianismo entre la casta intelectual del Celeste Imperio.
Por otra parte, luego de que el Imperio otomano venciese a los ejércitos húngaros en la batalla de Mohács en 1526, tras la muerte del rey Luis II de Hungría, pronto el reino se dividió en tres partes: una occidental bajo el control de Fernando I de Habsburgo, hermano de Carlos I de España, una central bajo el control del sultán turco y una oriental que se convirtió en un Estado semindependiente conocido como el principado de Transilvania gobernado por la nobleza húngara. Estos pronto adoptaron el luteranismo y el calvinismo para no reconocer la autoridad de los Habsburgo, quienes habían heredado el trono húngaro. De esta manera, los príncipes transilvanos mantuvieron una confesión protestante sólida, floreciendo así esta en el este del reino. Inicialmente, en 1579, uno de los primeros príncipes de Transilvania, el conde Esteban Báthory (posteriormente también rey de Polonia), resultó ser gran defensor del catolicismo, pues llevó a los jesuitas a la ciudad húngara de Kolozsvár, donde concedió toda clase de privilegios para ellos e hizo encerrar en prisión a Ferenc Dávid, reformador unitario. En 1581 fundó una residencia para estudiantes jesuitas en esta ciudad, tomando fuerza rápidamente este movimiento de la Contrarreforma en Hungría.
Por otra parte, para contrarrestar el protestantismo, los Habsburgo, conocidos por su profundo compromiso con Roma, pusieron en marcha una política recatolizadora enérgica a finales del siglo XVI, cuya figura principal fue el jesuita Pedro Pázmány, arzobispo de Esztergom (1616-1637), quien había estudiado en Kolozsvár en el instituto fundado por el príncipe Esteban Báthory. Las obras literarias de Pedro Pázmány, así como sus discursos y prédicas caracterizadas por elaboradas argumentaciones teológicas fungieron de herramienta para solidificar las bases católicas en el reino húngaro.
Pázmány consiguió que muchas familias aristocráticas húngaras abandonasen el protestantismo, así como lo hicieron el conde Nicolás Forgách, Segismundo Forgách, Cristóbal Thurzó y Nicolás Eszterházy. Luego de su activa publicación entre 1603 y 1613, más familias húngaras volvieron el catolicismo, entre ellas los Pálffy, Draskovich, Erdődy, Haller, así como Jorge Zrínyi, Catalina de Brandeburgo, viuda de Gabriel Bethlen el príncipe de Transilvania protestante.
En 1629 Pázmány fundó una universidad en la ciudad húngara de Nagyszombat, la cual contaba con una facultad de teología y una de humanidades.

### Los jesuitas en América
Los jesuitas llegaron a Brasil ya en el generalato de san Ignacio. Los primeros jesuitas que Ignacio envió a América fueron el español José de Anchieta y el portugués Manuel da Nóbrega. En el gobierno de san Francisco de Borja ingresaron a Florida, Perú y México. Y en el de Claudio Acquaviva a Canadá, a Nueva Granada, a la Presidencia de Quito y otras zonas. De acuerdo a sus nacionalidades, los misioneros jesuitas se distribuyeron en las distintas posesiones de las potencias europeas.

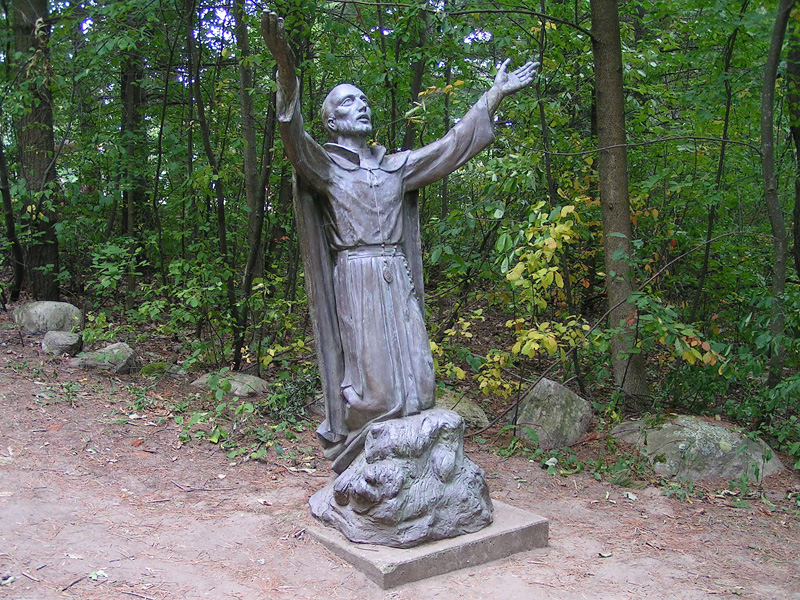
Estatua que honra al sacerdote y misionero jesuita Juan de Brébeuf. Santuario de los mártires, Midland, Ontario, Canadá.

Canadá: fue evangelizado por jesuitas franceses. La inmensidad del territorio, el clima y la hostilidad de los hurones e iroqueses convirtieron a la canadiense en una de las misiones más difíciles de la Compañía. Fueron martirizados Juan de Brébeuf (1649), Gabriel Lalemant (1649), Noël Chabanel (1649), Antonio Daniel (1648), Carlos Garnier (1649), René Goupil (1642), Isaac Jogues (1646) y Juan de Lalande (1646). Esta misión incluyó territorios que hoy pertenecen al estado de Nueva York y consiguió convertir a miles de hurones, no así a los iroqueses, que siempre fueron hostiles hacia los europeos.
Mississippi: fue explorado y evangelizado por jesuitas franceses. Entre ellos destacó el padre Jacques Marquette (1637-75) quien, con el explorador Louis Jolliet, fue el primer europeo que recorrió y cartografió el río Misisipi desde el territorio norteño de Nueva Francia (1673). Fundó algunos poblados en Nueva Francia (actual estado de Míchigan).
México: Los jesuitas llegaron a México por San Juan de Ulúa, Veracruz, el 9 de septiembre de 1572, y el 28 del mismo mes a la Ciudad de México, donde Alonso de Villaseca les otorgó unos solares dos cuadras atrás de la Catedral Metropolitana de la Ciudad de México. Allí fundaron el Colegio Real y más Antiguo de San Ildefonso, edificio considerado una de las obras cumbres del barroco mexicano. Llevaron a cabo una importante labor misional en el norte del virreinato, en Chihuahua, Sonora, Sinaloa, Nayarit, Durango, Coahuila, Baja California y Zacatecas. El trabajo jesuita se extendió hasta el 25 de junio de 1767, cuando fueron expulsados y sus propiedades tomadas militarmente, hasta que el 19 de mayo de 1816 Fernando VII restituyó a la Compañía.
Perú: El 28 de marzo de 1568 desembarcó en el puerto del Callao por vez primera la orden jesuita para hacerse cargo de las misiones evangelizadoras en el Virreinato del Perú. Llegaron a estas nuevas tierras cuando Francisco de Borja era superior general en Roma. Los jesuitas del Perú desde entonces se vincularon con la realidad política y social del Virreinato del Perú, además de preocuparse por la educación y las obras misionales. Gracias a ese empeño fundaron importantes colegios como el Máximo de San Pablo y el Real de San Martín de Porres en Lima; el famoso San Francisco de Borja, dedicado a la formación de los hijos de caciques, y el Colegio de San Bernardo para los hijos de españoles como también la Universidad de San Ignacio, en el Cusco, entre otros. En 1767, como en las demás colonias españolas, los jesuitas del Perú fueron expulsados por orden del rey Carlos III. Este mandato fue cumplido por el virrey Manuel de Amat y Junyent. La Compañía es autorizada a volver al Perú en 1871.
Río de la Plata: En 1603, el vigésimo séptimo gobernador de Nueva Andalucía del Río de la Plata Hernandarias modificó la legislación sobre el trabajo de los aborígenes, promoviendo la supresión de las mitas y encomiendas, por las cuales los españoles gozaban de los frutos del trabajo de los nativos a cambio de su evangelización, en la práctica inexistente. Obtuvo la aprobación de esta reforma por parte del rey Felipe III de España, y en 1608 se dispuso la creación de las reducciones jesuíticas y franciscanas en la región del Guayrá (actual estado de Paraná, Brasil). Las Misiones jesuíticas guaraníes llegaron a ubicarse en las regiones del Guayrá, Itatín, Tapé (las tres en el actual Brasil), Uruguay (Brasil, Argentina y Uruguay actuales), Paraná (Argentina, Paraguay y Brasil actuales) y las áreas guaycurúes en el Chaco (Argentina y Paraguay contemporáneos), fueron establecidas en el siglo XVII dentro de territorios pertenecientes al imperio español en la Gobernación del Río de la Plata y del Paraguay y sus gobernaciones sucesorias a partir de su división en 1617: la Gobernación del Paraguay y la Gobernación del Río de la Plata, todas dependientes del inmenso Virreinato del Perú. 

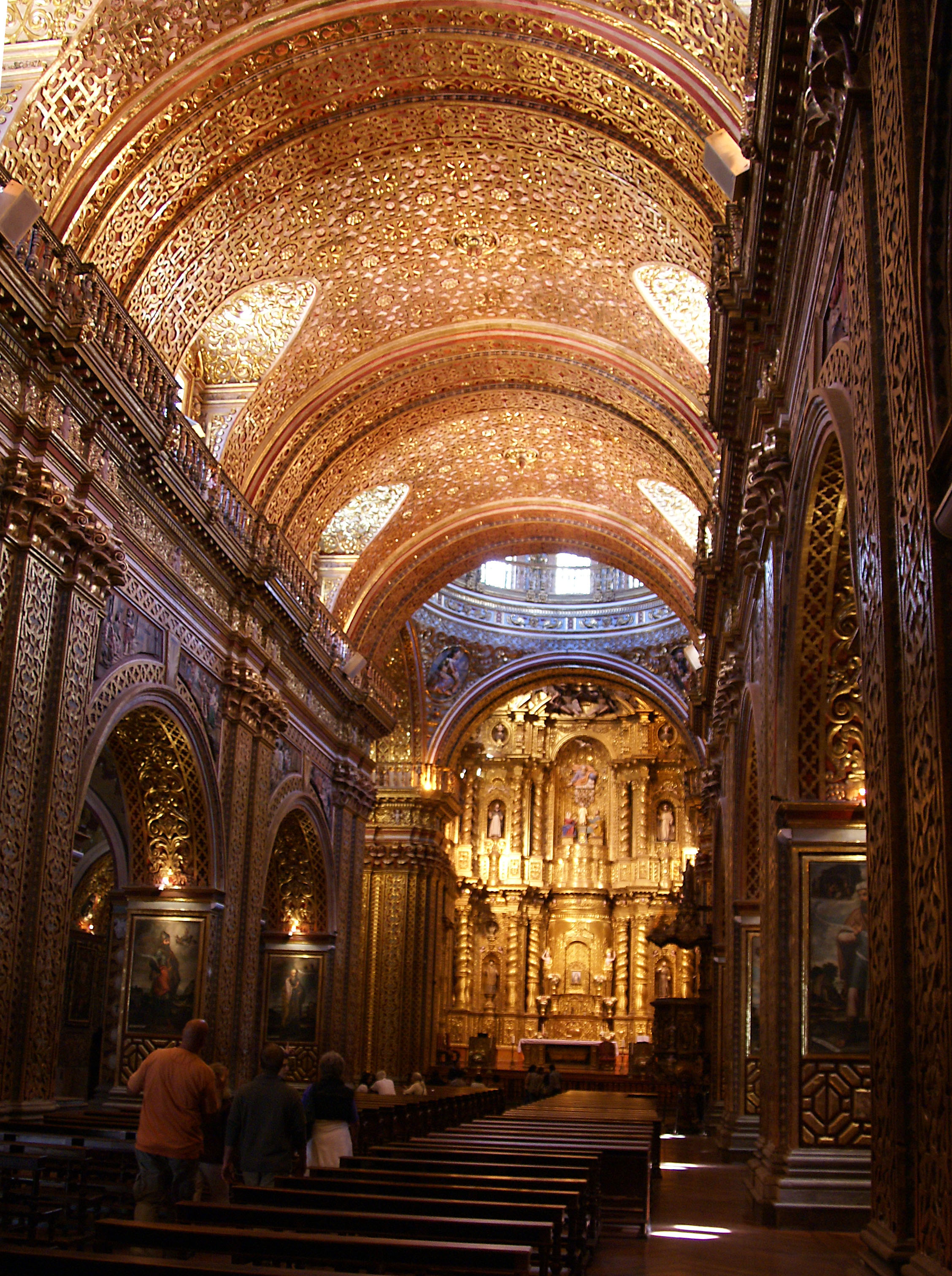
Iglesia de la Compañía de Jesús en Quito (Ecuador).

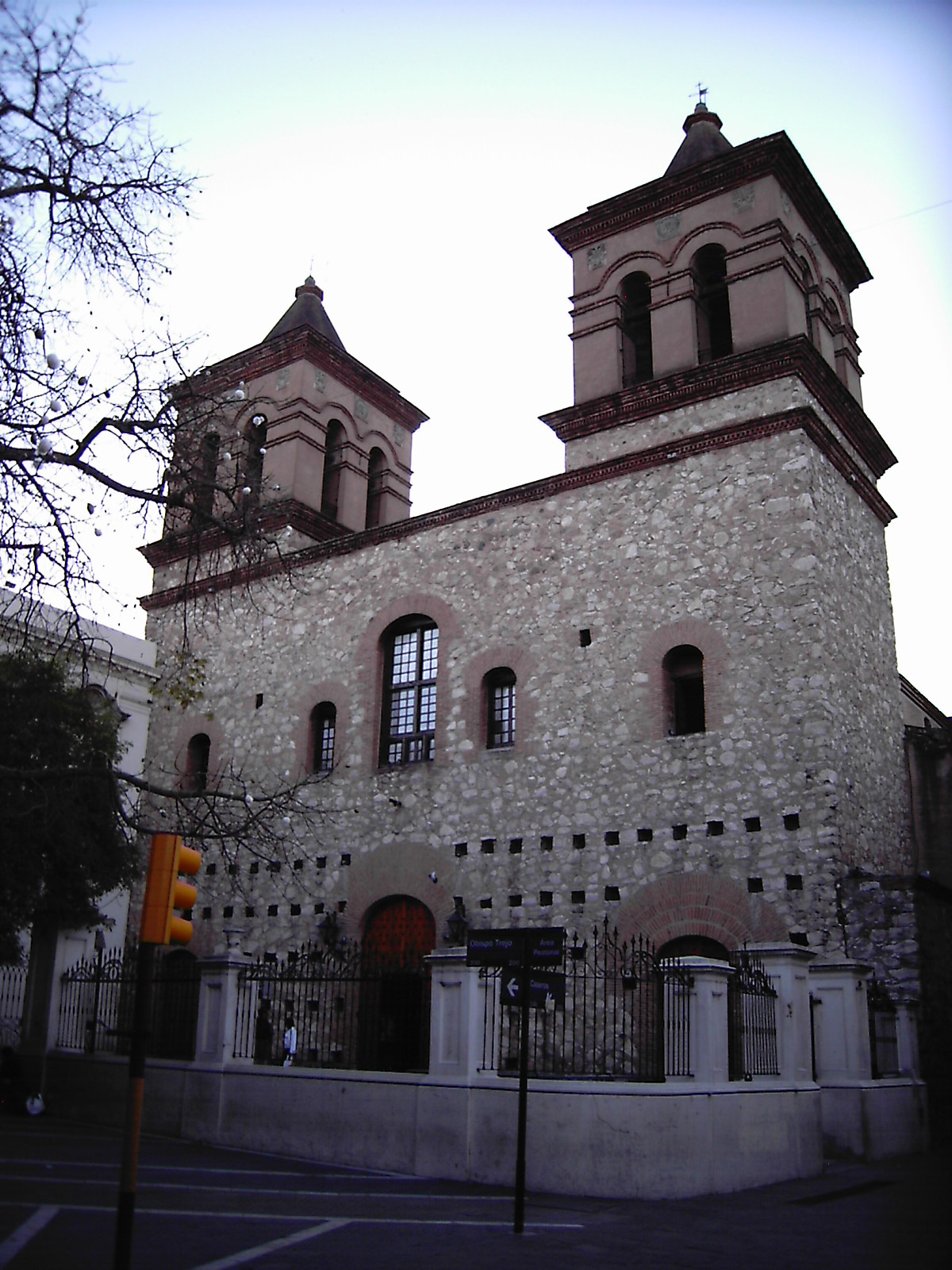
Iglesia de la Compañía de Jesús en Córdoba (Argentina).

Complejos agrícolas jesuíticos en Sudamérica: Los jesuitas fueron innovadores en la explotación de sus haciendas y propiedades en la América Hispánica. Durante los siglos XVII y XVIII supieron gestionar verdaderos emporios agroindustriales con métodos de gerencia que se adelantaron a los utilizados en la actualidad. Entre ellos, uno de los más importantes fue la explotación de las minas de Paramillos de Uspallata (Argentina) de plomo, plata y zinc. Además, agregaron la participación patrimonial de lo recaudado en las haciendas para luego ser redistribuido entre indígenas, esclavos y empleados, con lo que se puede concluir que fueron los primeros en otorgar una suerte de “títulos de propiedad” a sus subordinados.
La finalidad de estas propiedades era sostener sus colegios, que, debido a una rigurosa concepción del voto de pobreza, eran gratuitos. Sin embargo, la riqueza de estos complejos y haciendas atrajo la ambición de las coronas y particulares y, a la larga, fue un factor para la supresión de la Orden.

### Los jesuitas en Asia
Los jesuitas estaban activos en Asia. Los primeros occidentales en llegar a la corte mogol de la India fueron los jesuitas; además, los jesuitas hicieron la primera traducción latina de los clásicos confucianos de China.
Filipinas: Los jesuitas estaban entre las cinco órdenes religiosas católicas originales, junto con los agustinos, franciscanos, dominicanos y agustinos recoletos, que evangelizaron Filipinas en apoyo de la colonización española. Los jesuitas trabajaron particularmente duro para convertir a los musulmanes de Mindanao y Luzón del Islam al cristianismo, en cuyo caso, tuvieron éxito entre las ciudades de  Zamboanga y Manila.Zamboanga en particular fue administrada como las reducciones jesuitas en Paraguay y albergó a una gran población de inmigrantes peruanos y latinoamericanos, mientras que Manila finalmente se convirtió en la capital de la colonia española. Además del trabajo misionero, los jesuitas compilaron artefactos y registraron la historia y la cultura precoloniales de Filipinas. El cronista jesuita Pedro Chirino relató la historia de los Kedatuan de Madja-as en Panay y su guerra contra Rajah Makatunao de Sarawak, así como las historias de otros Reinos visayos.
Mientras tanto, otro jesuita, Francisco Combés, relataba la historia de la Venecia de las Visayas, el Kedatuan de Dapitan, su conquista temporal por el Sultanato de Ternate, su restablecimiento en Mindanao. y su alianza contra los Sultanatos de Ternate y Lanao como vasallos de la España cristiana.
Los jesuitas también establecieron las primeras misiones en Butuan (Rajanato de Butuan) dominado por hinduismo, para convertirlo al cristianismo. Los jesuitas también fundaron muchas ciudades, granjas, haciendas, institutos educativos, bibliotecas y un observatorio Observatorio de Manila en Filipinas. Los jesuitas desempeñaron un papel decisivo en las ciencias de la medicina, la botánica, la zoología, la astronomía y la sismología. Entrenaron al segundo santo de Filipinas, Pedro Calungsod, que fue martirizado en Guam junto al sacerdote jesuita Diego Luis de San Vitores.
La eventual supresión temporal de los jesuitas debido a su papel en las revueltas anticoloniales y contra la esclavitud entre las reducciones de Paraguay, junto con la cooperación con los Recoletos, permitió que sus parroquias desocupadas ser puesto bajo control por el clero diocesano nacionalista local; el martirio de tres de ellos, los sacerdotes diocesanos conocidos como Gomburza, inspiró a José Rizal (también educado por los jesuitas tras la restauración de la orden), quien se convirtió en el héroe nacional de Filipinas. Inició con éxito la Revolución filipina contra España.
Los jesuitas desacreditaron en gran medida a los masones, que se atribuyeron la responsabilidad de las Revolución americana y Revolución francesa de 1848, al revertir a José Rizal de la masonería al catolicismo. Argumentaron que, dado que la Revolución Filipina se inspiró en los ideales supuestamente masónicos detrás de las revoluciones francesa y estadounidense, los propios masones franceses y estadounidenses traicionaron sus propios ideales fundacionales cuando los masones estadounidenses anexaron Filipinas en la Guerra Filipinas-Estados Unidos y los masones franceses aceptaron el Tratado de París (1898).
En 1953, después de ser expulsados de China por los Partido Comunista Chino, los jesuitas trasladaron el nexo de su organización en Asia desde China a Filipinas y trajeron consigo una considerable diáspora china. Los jesuitas desempeñan actualmente un papel fundamental en la construcción nacional de Filipinas con sus diversos Ateneos (Istituciones educativas jesuitas en Filipinas) educativos que capacitan a las élites intelectuales del país.

### Expulsiones y supresión
Los gobiernos ilustrados de la Europa del siglo XVIII se propusieron acabar con la Compañía de Jesús por su defensa incondicional del papado, su actividad intelectual, su poder financiero y su influjo político. Ciertamente, se habían ganado poderosos enemigos: los partidarios del absolutismo, los jansenistas y los filósofos franceses (Voltaire, Montesquieu, Diderot). No faltaron tampoco las intrigas de ciertos grupos en la misma Roma. El contexto político europeo se caracterizó en esos años por el advenimiento del llamado despotismo ilustrado y por un declive notorio del prestigio político del papado y la voluntad política de los Borbones y de la Corona portuguesa de robustecerse en detrimento de la Iglesia.
El mismo Napoleón, en sus memorias, escribiría:

Los jesuitas son una organización militar, no una orden religiosa. Su jefe es el general de un ejército, no el mero abad de un monasterio. Y el objetivo de esta organización es Poder, Poder en su más despótico ejercicio, Poder absoluto, universal, Poder para controlar al mundo bajo la voluntad de un solo hombre [El Superior General de los Jesuitas]. El Jesuitismo es el más absoluto de los despotismos y, a la vez, es el más grandioso y enorme de los abusos.º

John Adams, segundo presidente de los EE. UU., diría más tarde:

No me agrada la reaparición de los jesuitas. Si ha habido una corporación humana que merezca la condenación en la tierra y en el infierno es esta sociedad de Loyola. Sin embargo, nuestro sistema de tolerancia religiosa nos obliga a ofrecerles asilo.

El padre general desde 1758 era el florentino Lorenzo Ricci. El primer país en expulsar a la Compañía de Jesús fue Portugal. El ministro Sebastião José de Carvalho e Melo, marqués de Pombal, fue su principal adversario; encerró en el calabozo a 180 jesuitas en Lisboa y expulsó al resto en 1759. Con esta dura medida, pretendía robustecer la autoridad real y dar una clara señal al papa de que no toleraría intromisiones pontificias en los asuntos del Estado. Más de mil jesuitas de Portugal y sus colonias fueron deportados con destino a los Estados Pontificios. Clemente XIII protestó por la medida.
En 1763, Luis XV de Francia los acusó de malversación de fondos debido a la quiebra de Antoine Lavalette en Martinica. El Parlamento de París, que ya desde la fundación de la orden había impugnado la presencia legal de la orden en Francia, condenó las Constituciones y el rey decretó la disolución de la orden en sus dominios, y el embargo de sus bienes.
Más tarde, los jesuitas fueron expulsados de los territorios de la Corona española a través de la Pragmática Sanción de 1767 dictada por Carlos III el 2 de abril de 1767 y cuyo dictamen fue obra de Pedro Rodríguez de Campomanes (futuro conde de Campomanes), regalista y por entonces fiscal del Consejo de Castilla. Al mismo tiempo, se decretaba la incautación del patrimonio que la Compañía tenía en estos reinos (haciendas, edificios, bibliotecas), aunque no se encontró el supuesto «tesoro» en efectivo que se esperaba. Los hijos de san Ignacio tuvieron que dejar el trabajo que realizaban en sus obras educativas (lo que supuso un duro golpe para la formación de la juventud en la América hispana) y sus misiones entre indígenas, como las famosas reducciones guaraníes y las menos célebres, pero no menos esforzadas misiones en el noroeste de México (Baja California, Sonora y sierra Tarahumara) y a lo largo del Amazonas (misiones del Marañón). En el mismo año de la expulsión en España, los jesuitas lo fueron del Reino de Nápoles y de Sicilia gobernados por Fernando I y en 1768 del Ducado de Parma, Plasencia y Guastalla en manos de Fernando I. Hijo y sobrino del rey español.
La supresión de los jesuitas se produjo el 21 de julio de 1773. Por razones políticas, los reyes de Francia, España, Portugal y Nápoles exigían la desaparición de la Compañía. El papa Clemente XIV cedió a las fuertes presiones y mediante el breve Dominus ac Redemptor suprimió la Compañía de Jesús. Los sacerdotes jesuitas podían convertirse al clero secular; los escolares y hermanos coadjutores quedaron libres de sus votos. En Roma, la ejecución del breve estuvo a cargo de prelados acompañados por soldados y alguaciles, y Lorenzo Ricci escuchó la sentencia sin decir palabra. Tanto él como su consejo de asistentes fueron apresados y encerrados en el castillo Sant'Angelo (Roma) sin juicio alguno. Ricci murió en prisión el 24 de noviembre de 1775, aseverando la inocencia de la Compañía de Jesús.
Sin embargo, en Rusia —concretamente en Bielorrusia— y Prusia el edicto de supresión no fue promulgado por los monarcas. Jesuitas de toda Europa aceptaron la oferta de refugio hecha por la zarina Catalina la Grande, quien esperaba continuar así, con el apoyo intelectual de la Compañía, la obra de modernización iniciada por Pedro el Grande.
En 1789 —el mismo año en que la Constitución de Estados Unidos entró en vigor y en el que se inició la Revolución francesa— fue fundada por el obispo John Carroll —exjesuita— la universidad católica más antigua de Estados Unidos, la de Georgetown, en Washington D. C.; en el siglo XIX, sería integrada a la Compañía restaurada.

### Restauración
Cuarenta años después, en medio de los efectos causados por la Revolución francesa, las guerras napoleónicas y las guerras de independencia en la América Hispánica, Pío VII decidió restaurar a la Compañía el 7 de agosto de 1814. De hecho, los jesuitas habían sobrevivido en Rusia —unos cuantos centenares— protegidos por Catalina II. La restauración universal era vista como una respuesta al desafío que representaban quienes eran vistos en ese entonces como los enemigos de la Iglesia: la masonería y los liberales, principalmente.
Desde 1814 hasta el Concilio Vaticano II de 1962, la Compañía de Jesús es asociada con corrientes conservadoras y elitistas. La Orden es identificada con un incondicional apoyo hacia la autoridad del papa. Poco tiempo después de la restauración, el zar expulsa a los jesuitas de Rusia en 1820. Los generales (Fortis, Roothaan y Beckx) vuelven a instalarse en Roma después de un paréntesis de cuarenta años. Durante el siglo XIX la Compañía sufre las consecuencias de las revoluciones políticas de corte liberal y tiene que afrontar numerosos ataques. Acaba siendo nuevamente expulsada de Portugal, Italia, Francia, España, Nicaragua, Colombia, Ecuador, Alemania, etc.
El resurgimiento italiano, es decir, la unificación de la península bajo la égida de la Casa de Saboya, acarreó complicaciones al papado y a la Compañía. Camillo Benso, conde de Cavour y primer ministro del rey Víctor Manuel II, era francamente liberal y, por ende, anticlerical. En 1870 surge la «cuestión romana» cuando los ejércitos piamonteses ocupan Roma y el papa se declara "prisionero en el Vaticano". La situación política posterior en Italia, obligó al padre general Luis Martín a abandonar Roma y a gobernar desde Fiésole.
A pesar de estas expulsiones y conflictos, el número de jesuitas va ascendiendo lentamente. Cuando los jesuitas alemanes fueron expulsados por Otto von Bismarck en julio de 1872, cientos de ellos se trasladaron a Norteamérica y colaboraron en la evangelización del interior de los Estados Unidos.

### SigloXX
A inicios del siglo XX el padre general es el alemán Franz Xaver Wernz y los jesuitas, alrededor de 15 000. Durante la Primera Guerra Mundial asume el generalato el polaco Wlodimir Ledóchowski que, considerado un excelente líder y administrador, desarrolla vigorosamente la Orden en sus tradicionales frentes: educación y misiones. No faltaron los jesuitas que se destacaron como capellanes y camilleros en las trincheras; entre ellos se cuentan el paleontólogo y filósofo francés Pierre Teilhard de Chardin y el beato alemán Rupert Mayer, apodado el “apóstol de Múnich”. Capellán del ejército y héroe de guerra, sus sermones contra el nazismo motivaron su envío a un campo de concentración.
Hacia el final de los años 1930, los jesuitas de Estados Unidos sobrepasan a los españoles en número y pasan a formar el grupo regional más grande con más de 8000 jesuitas.
En España, por decreto de 23 de enero de 1932, la Segunda República disuelve la Compañía de Jesús con el pretexto de que obedece a un poder extranjero (el papa) e incauta todos sus bienes. Durante la guerra civil, el 3 de mayo de 1938, ese decreto es derogado por el sublevado Gobierno de Burgos: la Compañía vuelve a adquirir plena personalidad jurídica y a realizar libremente todos los fines propios de su Instituto, quedando, en cuanto a lo patrimonial, en la situación en que se hallaba con anterioridad (B.O.E., 7 de mayo de 1938, p.7162s).

### Después de la II Guerra Mundial

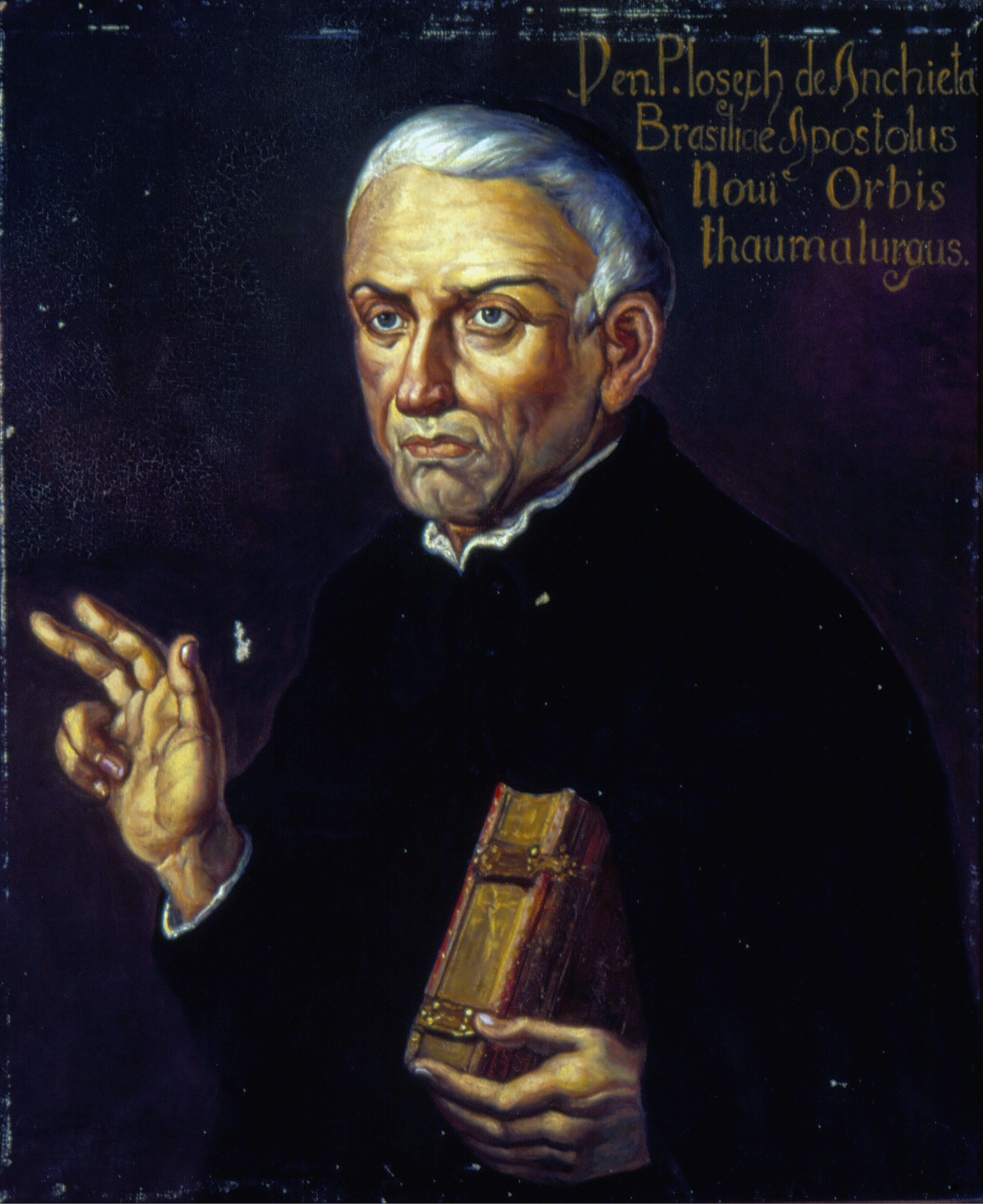
El misionero español san José de Anchieta fue, junto con Manuel da Nóbrega, el primer jesuita que Ignacio de Loyola envió a América.

El general Wlodimir Ledochowski muere durante la contienda, y el vicario general Norbert de Boynes no puede convocar a una Congregación General (XXIX) hasta septiembre de 1946, cuando se elige al canonista belga Jean-Baptiste Janssens como vigésimo séptimo prepósito general. Durante su gobierno, se desarrolló en Francia una escuela de pensamiento liderada por teólogos jesuitas (Jean Daniélou, Henry de Lubac) y dominicos (Yves Congar), la llamada “Nueva Teología”, que, a juicio de Pío XII y la Curia Romana, ponía en peligro la ortodoxia y la unidad católicas. El papa publicó la encíclica Humani generis (1950), y condenó severamente las posturas de estos teólogos.
Los jesuitas más destacados antes y durante el Concilio Vaticano II fueron:
- el paleontólogo francés y místico Pierre Teilhard de Chardin (autor de El fenómeno humano y El medio divino, trató de conciliar la fe con la teoría de la evolución),
- el canadiense Bernard Lonergan (filósofo, autor de notables trabajos en epistemología),
- el teólogo John Courtney Murray, quien trabaja por el reconocimiento de la libertad religiosa,
- Hans Urs von Balthasar (que años después abandonaría la Orden para pasar al clero secular) y
- Karl Rahner (alemán, uno de los teólogos más prolíficos e influyentes del siglo XX).

Hacia fines de los años 1950, Teilhard y Murray son cuestionados por Roma. El evolucionismo de Teilhard es visto como peligroso; en tanto, la posición favorable de Murray hacia el ecumenismo y la libertad religiosa hace que la Santa Sede también lo censure. El prepósito general es obligado a callar a Teilhard, quien se retira en un exilio voluntario a Nueva York, donde muere en 1955.
El 17 de septiembre de 1961, 26 jesuitas fueron expulsados de Cuba; la Curia y el Colegio de Belén, el mismo en el que había estudiado Fidel Castro, se ubicaron a la espera en Miami, mientras en la isla quedaron 48 jesuitas La expulsión ocurrió por la fuerza, los jesuitas, junto a otros casi 130 religiosos, fueron enviados a España en el barco Covadonga.
Durante el gobierno de Janssens se desarrolla con fuerza un nuevo apostolado jesuítico: el trabajo social. Se ha querido ver como pioneros de esta nueva manifestación del carisma ignaciano a José María Rubio (español) y Alberto Hurtado (chileno). Este generalato terminó casi al mismo tiempo que el Concilio y significó la apoteosis de la Compañía: la Orden llega a su máxima expansión numérica (36 000 jesuitas) y se abre un nuevo capítulo en su relación con Roma. La promulgación del decreto del concilio sobre libertad religiosa reivindica al padre Murray. La figura del jesuita Karl Rahner cobra especial relevancia en el mundo teológico, gracias a sus trabajos sobre la gracia, teología pastoral, los sacramentos, espiritualidad, su concepto de los “cristianos anónimos”, etc.
Al final del mandato de Janssens se evidencia una crisis interna, fenómeno compartido por gran parte de la Iglesia católica de los años 60. En 1965 (Congregación General 31), asume el viceprovincial de Japón, el vasco Pedro Arrupe, en cuyo generalato se da un giro en la línea de gobierno de la Compañía. Se pone gran énfasis en los temas de promoción de la justicia social e inculturación del Evangelio. Pero los cambios en el mundo y en la Iglesia son acelerados y comienza la disminución en el número de ingresos a los noviciados europeos. Miles de sacerdotes católicos abandonan el ministerio en el período posconciliar; la Compañía no escapó a esta tendencia, pues alrededor de 8000 jesuitas dejan la Orden. Arrupe es acusado por sectores tradicionales de ser muy permisivo; otros lo ven como un profeta de la nueva evangelización. La siguiente Congregación General, celebrada diez años más tarde, respalda a Arrupe y proclama la nueva forma de entender la misión de la Compañía de Jesús: «Fe y justicia».
A pesar del aprecio que Pablo VI siente por la Orden, le llegan frecuentes quejas de los obispos por desafíos de muchos jesuitas al Magisterio. El mismo papa recibió críticas de teólogos jesuitas por su encíclica Humanae Vitae. Durante la CG de 1975, Pablo VI prohíbe explícitamente hacer cambios en lo referente al cuarto voto, impasse recogido por los medios de comunicación. La innovación al interior de la Orden puso en peligro la propia naturaleza de la Compañía tal como la fundó san Ignacio, expresada en una de sus características fundamentales: el voto de obediencia al papa. En 1981, cuando Arrupe quedó paralizado por una embolia, Juan Pablo II designó un delegado pontificio y un adjunto para el gobierno de la Orden, los padres Paolo Dezza y Giuseppe Pittau, respectivamente, figuras que no están presentes en la legislación jesuítica. La respuesta de la Compañía a esta medida extraordinaria fue ejemplar, salvo algunas voces críticas (carta de Karl Rahner y otros teólogos al papa). Pero todos los observadores serios reconocieron que la transición se hizo en un ambiente de paz. En 1983, cuando por fin se reunió la Congregación General 33, el lingüista neerlandés Peter Hans Kolvenbach fue elegido como 29.º general.
Durante el largo generalato de Kolvenbach (1983-2008) se normalizaron las relaciones de la Compañía de Jesús con la Santa Sede. El general modificó ciertas estructuras de gobierno, renovó el apostolado educativo y apoyó la creación de nuevos centros sociales y obras dedicados al trabajo con refugiados y migrantes. Estas orientaciones fueron ratificadas por una nueva Congregación General, la 34, reunida en 1995. El número de jesuitas continuó disminuyendo lentamente durante los años 80 y 90, hasta situarse en 20 000 a inicios del siglo XXI. El principal declive numérico se registra en Europa, en menor medida en Estados Unidos y América Latina. En cambio, la Compañía de Jesús crece en África (1427 jesuitas en 2009) y, sobre todo, en la India (4004, según el Servicio de Información SJ de abril de 2009).

### SigloXXI
La Compañía de Jesús ha cambiado a lo largo de los siglos. Sus publicaciones dirigidas al exterior afirman que el cambio ha sido externo, en ciertas formas. Algunos detractores (el exjesuita Malachi Martin, el historiador y político español Ricardo de la Cierva) hablan de un relajamiento en su espíritu, incluso de haber adoptado criterios modernistas. A inicios del siglo XXI, la Compañía incluye en su seno diferentes identidades eclesiales, desde las conservadoras, hasta las más progresistas. Un ejemplo de estas últimas posiciones es la teología de la liberación desarrollada por algunos jesuitas, entre otros sacerdotes y religiosos, en América Latina durante los años 1960 y 1970.
El hecho de tomar partido ha sido a veces peligroso para los jesuitas. En 1983, el sacerdote James F. Carney (el “padre Guadalupe”), fue asesinado en Honduras por militares debido a su ideología revolucionaria. Seis años más tarde, en el año 1989, en los primeros días de la "Ofensiva Hasta el Tope", en el marco de la guerra civil salvadoreña, el jesuita Ignacio Ellacuría y otros cinco religiosos de la Compañía, murieron a manos de la Fuerza Armada de El Salvador, asesinados debido a una larga e intensa actividad en defensa de los derechos humanos en ese país. Varios han muerto en guerras civiles en África, India y el sudeste de Asia, realizando acciones de ayuda social.[cita requerida]
Otros factores han resultado letales para los jesuitas: por ejemplo, el lunes, 20 de junio del 2022, dos sacerdotes de la orden, Joaquín Mora, y Javier Campos Morales, fueron asesinados dentro del templo de Cerocahui, Chihuahua, México, al intentar salvar a un guía de turistas, Pedro Palma, quien perdió la vida a manos de quien lo persiguió hasta ese lugar, José Noriel Portillo Gil alias "El Chueco", líder de una célula de Gente Nueva, brazo armado del Cártel de Sinaloa en esa zona.
La Compañía de Jesús tiene fuertes debates internos, signo visto como fortaleza o debilidad dependiendo de los criterios. En esta línea, el 6 de mayo de 2005 se hizo público el retiro de Thomas Reese como editor de America, la prestigiosa revista jesuita de los Estados Unidos. La Congregación para la Doctrina de la Fe pidió a la Compañía su remoción argumentando que su línea editorial ponía en duda el magisterio de la Iglesia. Y, en marzo de 2007, el mismo instituto condenó la obra del teólogo salvadoreño, de origen español, Jon Sobrino, uno de los padres de la teología de la liberación, porque «sus proposiciones no están en conformidad con la doctrina de la Iglesia». «La medida no puede ser interpretada como una sanción o condena» del teólogo, señaló el portavoz de la Santa Sede, el sacerdote Federico Lombardi, jesuita como Sobrino. Entre otros famosos jesuitas cuestionados o censurados en su momento por la misma Iglesia católica, se encuentran Jacques Dupuis, Pierre Teilhard de Chardin, John Courtney Murray y (en una orientación totalmente distinta de los anteriores) el escritor argentino Leonardo Castellani, quien fue expulsado de la Orden por los jesuitas mismos.[cita requerida]
En un contexto de cambios rápidos y profundos en la sociedad (y por tanto en la Iglesia), y transcurridos 12 años desde la CG 34 (1995), los jesuitas consideraron necesario reunir su máximo cuerpo legislativo para responder con «fidelidad creativa» a los nuevos retos. Después de casi 25 años en el gobierno, Kolvenbach anunció en 2005 su deseo de dimitir y convocó la Congregación General 35, que comenzó el 7 de enero del 2008.[cita requerida]
Kolvenbach, después de obtener el consentimiento de Benedicto XVI y escuchar a sus consejeros, decidió presentar su renuncia, aduciendo avanzada edad (casi 80 años) y la larga duración de su gobierno (casi 25). A Kolvenbach le sucedió el español Adolfo Nicolás (71 años), elegido en la segunda votación.
Igualmente, Nicolás, después de obtener el consentimiento de papa Francisco y escuchar a sus consejeros, también decidió presentar su renuncia. Siendo el tercer general en dimitir, le sucede el venezolano Arturo Sosa Abascal (67 años).[cita requerida]

### Obras encomendadas en la actualidad
Obras de la Compañía de Jesús o encomendadas a ella son: Radio Vaticana, Observatorio Astronómico Vaticano, el Apostolado de la Oración, el Movimiento de Educación Popular Fe y Alegría (obra intercongregacional fundada en Venezuela, que dirige la Compañía y cuenta con 2600 centros en Hispanoamérica), Hogar de Cristo (obra social presente en Chile, Perú y Ecuador), Servicio Jesuita a Refugiados, fundado por Pedro Arrupe (general entre 1965 y 1983), centenares de misiones, parroquias y centros sociales. Otro frente del trabajo ignaciano son los centros de espiritualidad y casas de ejercicios espirituales. Del apostolado educativo de la Orden, prioritaria ya desde el gobierno de san Ignacio, se habla más abajo.
Además, son asesores de una institución laica de derecho pontificio: las Comunidad de Vida Cristiana (CVX), con los que comparten la misma espiritualidad.

## Denominación
El nombre de «jesuitas» se empezó a utilizar en Alemania, como le hizo notar Pedro Canisio a Pedro Fabro en una carta de 1545: «seguimos llevando adelante las obras de nuestro instituto, no obstante la envidia y las injurias de algunos que incluso nos llaman 'jesuitas'». La denominación se extendió al resto de Europa. Ignacio de Loyola había leído durante su convalecencia en 1521 libros piadosos, entre ellos la Vida de Cristo del cartujo Ludolfo de Sajonia (fallecido en 1378), que había sido traducido del latín al castellano por fray Ambrosio Montesino (Alcalá, 1502). Un capítulo de dicha obra dice:

¡Jesús, Jesús, cuánto dice un nombre! Este nombre de Cristo es nombre de gracia; mas este nombre de Jesús es nombre de gloria. Por la gracia del bautismo se toma el nombre de cristiano y, de la misma manera, en la gloria celestial serán llamados los santos jesuitas, que quiere decir salvados por la virtud del Salvador.

Sin embargo, el término «jesuita», que en su variante peyorativa data de 1544-1552, nunca fue usado por Íñigo de Loyola. Las Constituciones de la Compañía de Jesús (1554) hablan de «los de la Compañía», y la Santa Sede, hasta los años 1970, siempre hizo referencia a «los religiosos de la Compañía de Jesús». En síntesis, el apelativo «jesuita» les fue aplicado inicialmente a los miembros de la Compañía de modo despectivo, pero con el paso del tiempo adquirió un tono neutral o positivo.
Según un artículo publicado por el diario español ABC:

La palabra "jesuita" no fue inventada, ni mucho menos utilizada, por San Ignacio de Loyola. Tampoco por la Compañía, que no utilizó dicho término en ninguna de sus Constituciones o documentos oficiales desde la aprobación de la orden en 1540 hasta 1975. Según indica el padre Araoz, durante los primeros años de la Compañía a los "seguidores de San Ignacio" se les denominaba de muy distintos modos: "iñiguistas", "papistas", "sacerdotes reformados", "teatinos" o "apóstoles". De hecho, el término "jesuitas" surgió como un modo despectivo de nombrar a los miembros de la congregación recién aprobada por Paulo III, sobre todo en Austria y Alemania, países donde había triunfado la Reforma (...). La evolución semántica de este término fue derivando hacia tres posibles significados: la atribución a los religiosos de esta orden de fechorías de todo género; como sinónimo de "astuto" e "hipócrita"; o simplemente como un modo coloquial de designarles. (Diario ABC, 5 de enero de 2008)

Este último sentido acabó por imponerse en el mundo católico. En la Congregación General 32 (1975) se utilizó por primera vez el término “jesuita” en un documento oficial.

## Símbolos

Sello de la Compañía de Jesús.

El lema de los jesuitas es Ad maiorem Dei gloriam, también conocido por su abreviatura AMDG. En latín significa "A la mayor gloria de Dios".
Las siglas IHS, tradicional monograma de la palabra Jesús, fue adoptado en su sello por San Ignacio, con lo que devino en símbolo de la Compañía. En el interior de la orden jesuítica es habitual referirse a ellas con la expresión "Iniciales del Nombre Santo" porque son las primeras tres letras del nombre "Jesús" en griego. Equivocadamente se ha interpretado como "Jesús Salvador del género humano [o de los hombres]" (Iesus Hominum Salvator). Las siglas están surmontadas por una Cruz y acompañadas por los Tres Clavos, simbolizando ambos elementos la Pasión y Muerte de Jesús de Nazaret; y, además, están enmarcadas en un imponente Sol de treinta y dos rayos, alternando uno recto y otro ondulado. Este último símbolo hace referencia a la Resurrección del Señor y su posterior Ascensión a los Cielos. Así mismo, la forma circular que se corresponde con el disco solar también hace una más que evidente alusión al sagrado dogma del Santísimo Sacramento, de especial relevancia tanto dentro de la liturgia católica, en general, como de la congregación jesuítica en particular.
A modo de curiosidad, hay que indicar que el sello utilizado por la Compañía de Jesús en su día influyó de manera notoria en la formación de los símbolos patrios argentinos, sobre todo a través del llamado Sol de Mayo, que también siempre ha tenido treinta y dos rayos, alternando uno recto y otro ondulado, aunque sustituyendo todos sus demás elementos por los pertinentes rasgos faciales. Así siempre ha sido ya desde la acuñación de la llamada "primera moneda patria de las Provincias del Río de la Plata", en 1813. Además, la notable presencia de la Compañía de Jesús en todo el territorio del antiguo Virreinato del Río de la Plata también aparece hoy día testimoniada en la actual bandera de la provincia argentina de Córdoba, adoptada a finales de 2010, así como en la de su ciudad capital.

## Carisma
Una de las ideas claves para explicar el ideario ignaciano es su espiritualidad, entendida como una forma concreta de plasmar su seguimiento de Cristo. Esta característica fue desarrollada por San Ignacio en el libro de los Ejercicios espirituales y se refleja también a lo largo de las Constituciones de la Compañía, de las cartas del Fundador y otros documentos de los primeros jesuitas (Jerónimo Nadal, Luis González de Cámara, los santos Pedro Fabro y Francisco Xavier...). Se caracteriza por el deseo que expresó San Ignacio de «buscar y encontrar a Dios en todas las cosas». Esto significa que es una espiritualidad vinculada a la vida, que invita a los que la siguen a levantar la mirada hacia la globalidad, pero aterrizando en lo concreto y lo cercano.
Implica un gran dinamismo, ya que obliga a estar siempre atentos a los nuevos retos y tratar de responder a ellos. Esto ha conducido a los jesuitas a realizar su trabajo, en muchas ocasiones, en las llamadas «fronteras», sean geográficas o culturales. Esta espiritualidad ha impregnado no solo el estilo de los jesuitas, sino también de otras Congregaciones Religiosas y numerosos grupos de laicos.
El fomento y difusión de esta espiritualidad tiene su eje central en lo que llamamos los Ejercicios espirituales, que son un proceso de experiencia de Dios para buscar, descubrir y seguir su voluntad.
Algunos conceptos centrales de su espiritualidad son:
- La Encarnación: Dios no es un ser lejano o pasivo, sino que está actuando en el corazón de la realidad, en el mundo, aquí y ahora; eso es lo que representa la Encarnación de Dios en un ser humano, Jesús de Nazaret. La espiritualidad de Ignacio es activa; es un discernimiento continuo, un conocimiento del Espíritu de Dios actuando en el mundo, en forma de amor y de servicio.
- El «tanto cuanto»: El hombre puede utilizar todas las cosas que hay en el mundo tanto cuanto le ayuden para su fin, y de la misma manera apartarse de ellas en cuanto se lo impidan.
- La «indiferencia»: La necesidad de ser indiferentes a las cosas del mundo, en el sentido de no condicionar a circunstancias materiales la misión que el hombre tiene en su vida. Es una manera de enfocar los esfuerzos en aquello que es considerado importante y trascendental, distinguiéndolo de aquello que no lo es.
- El «magis»: Solamente desear y elegir lo que más nos conduce al fin para el que hemos sido creados. Este 'más' (magis en latín) se trata de realizar la misión de la mejor manera posible, exigiendo siempre más, de manera apasionada.

### La labor educativa

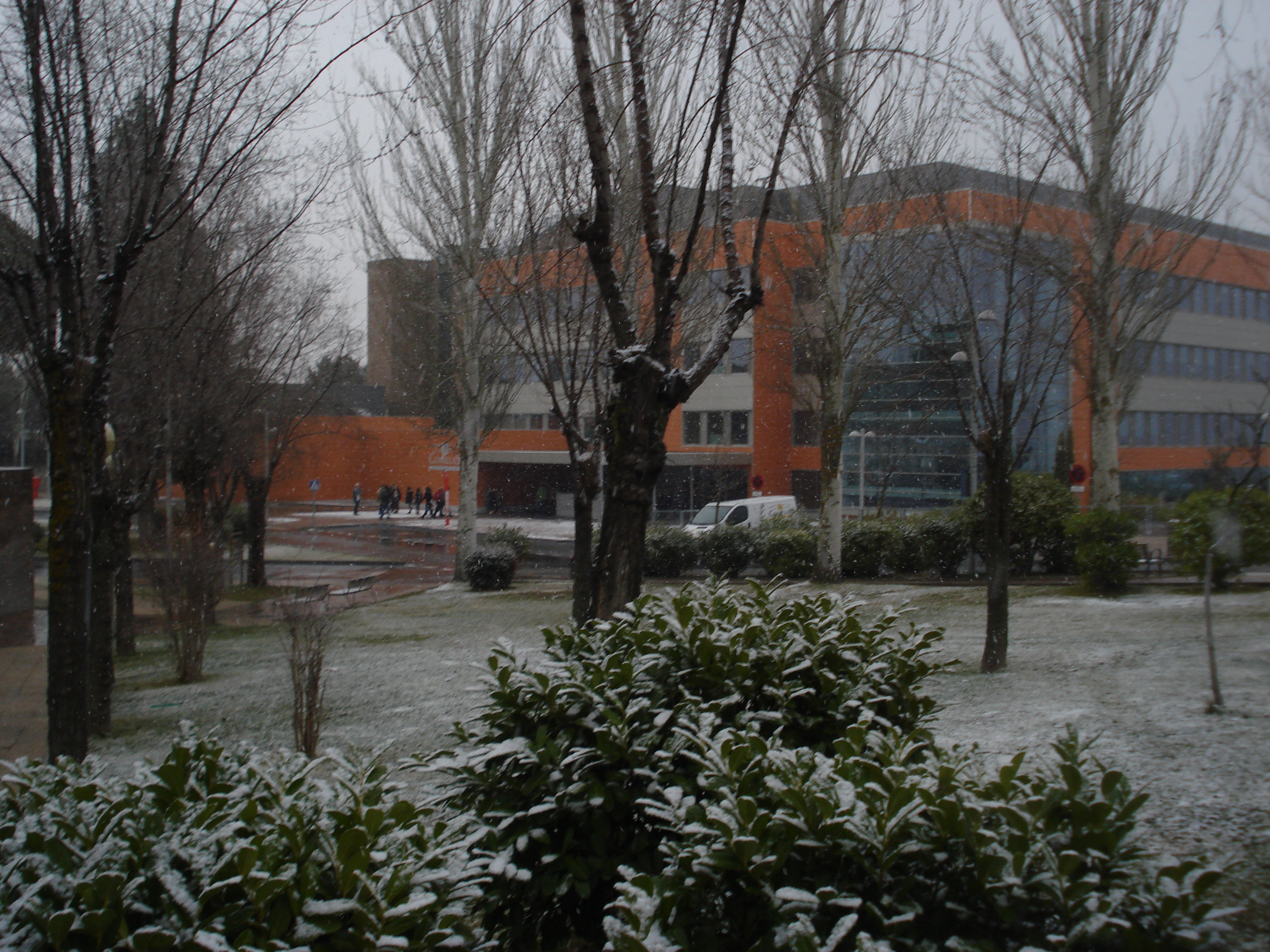
Universidad Pontificia de Comillas Madrid

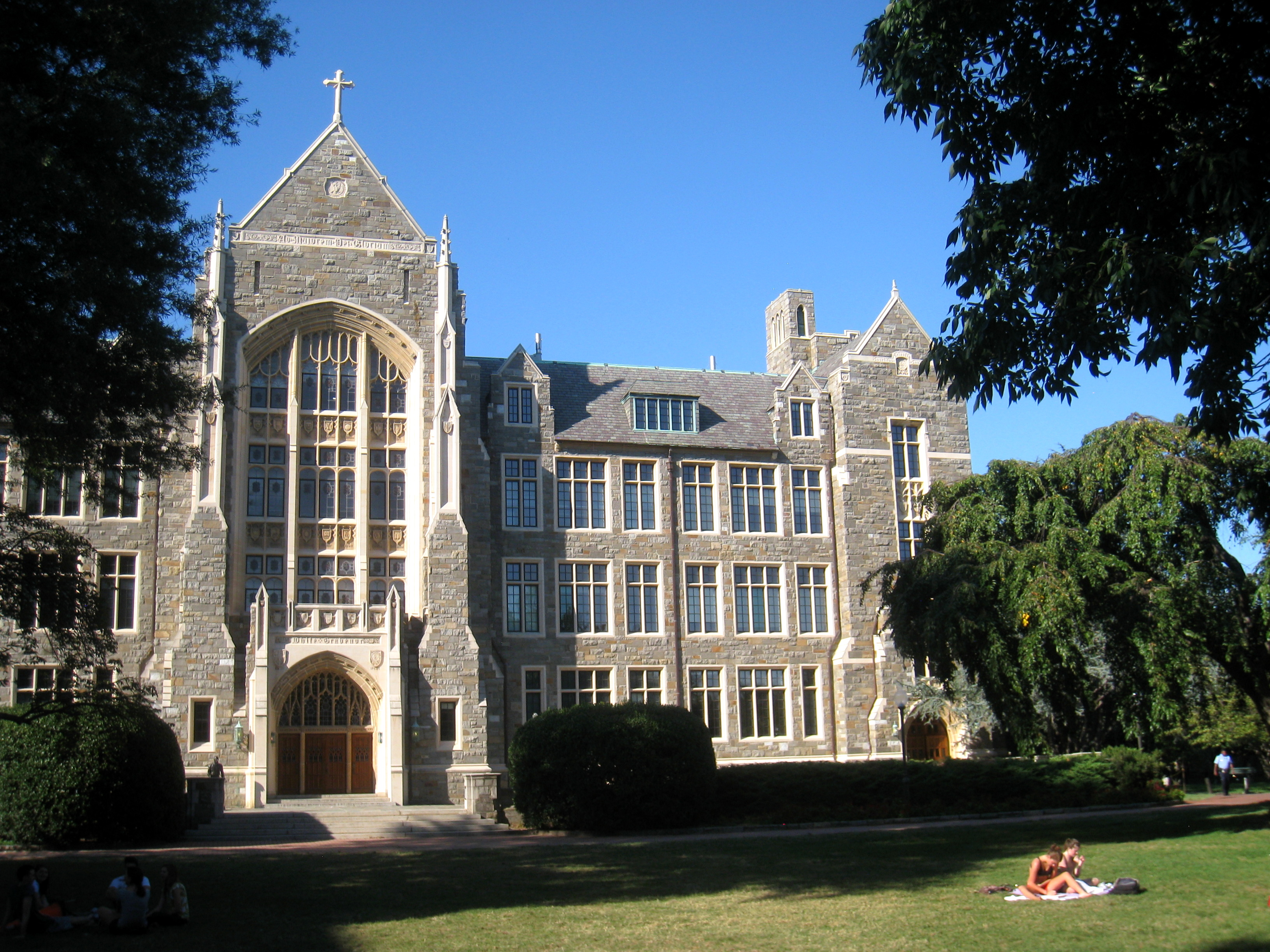
Georgetown University (Washington D. C.)

La educación es asumida por la Compañía de Jesús como una participación en la misión evangelizadora de la Iglesia. Por eso sus centros ofrecen a la sociedad, una clara inspiración cristiana y un modelo de educación liberadora y humana. Los jesuitas tienen instituciones en todos los niveles educativos: universidades, colegios, centros de formación profesional o redes educativas.
- En 69 países la Compañía tiene 231 instituciones de educación superior (universidades), 462 de secundaria, 187 de primaria y 70 de profesional o técnica.
- En ellas trabajan 130 571 seglares y 3732 jesuitas como educadores o administradores.
- Además, existen las Redes Educativas (principalmente de Fe y Alegría en Latinoamérica) con 2947 centros.
- El número total de alumnos se calcula en unos 2 928 806.[48]

Los jesuitas han fundado centros educativos en todos los continentes; en 1640 contaban ya con 500 de estudios superiores repartidos por Europa y América. La cifra fue aumentando a lo largo del siglo siguiente, hasta alcanzar la más importante red educativa de la época: más de 800 colegios y universidades al momento de su supresión.

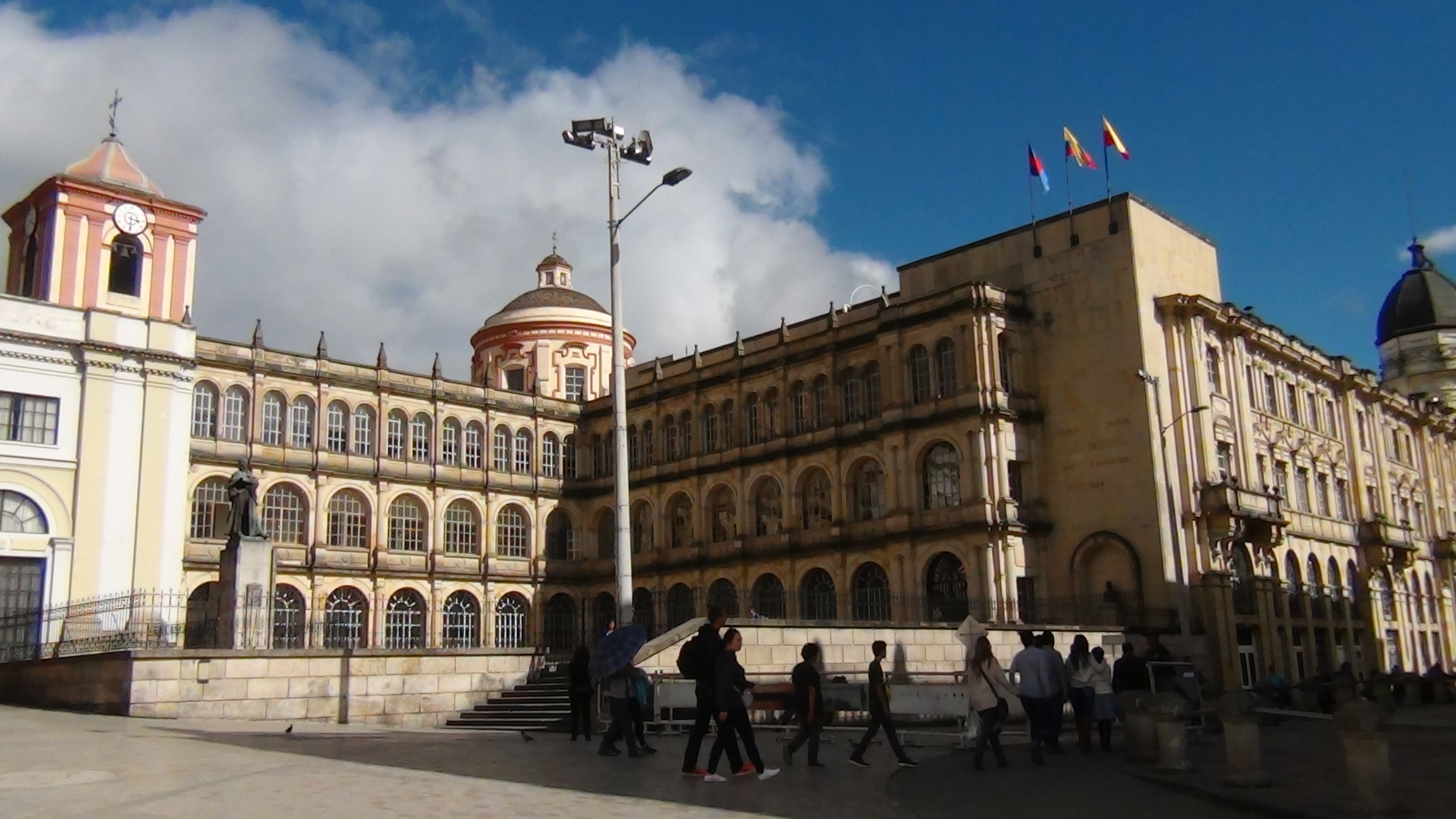
Colegio Mayor de San Bartolomé, fundado en 1604 en Bogotá

Eran muy reconocidos los métodos que empleaban en materia de educación, que básicamente se fundamentaban, desde 1599, en la Ratio Studiorum y en la IV Parte de las Constituciones de la Compañía. Desde 1986 han actualizado sus métodos y paradigmas educativos por medio del documento Características de la Educación SJ, al que siguió en 1993 Pedagogía Ignacia: un planteamiento práctico.
Algunos antiguos alumnos de centros jesuitas que se pueden destacar son Descartes, Voltaire, Cervantes, Quevedo, San Francisco de Sales, José Ortega y Gasset, Antoine de Saint-Exupéry, Charles de Gaulle, Vicente Huidobro, Alfred Hitchcock, Fidel Castro y James Joyce. De entre los literatos españoles cabe añadir, además de los mencionados, a Calderón de la Barca, Gabriel Miró, Miguel Hernández y otros.

## Estructura interna
La Compañía de Jesús está regida por el padre o prepósito general, que goza de grandes atribuciones de acuerdo a su Instituto (nombra a los provinciales y a los superiores de algunas casas y obras muy importantes); su cargo es vitalicio. Sin embargo, puede renunciar a este si una causa grave lo inhabilita definitivamente para sus tareas de gobierno. En otros casos, como enfermedad o edad avanzada, el general puede nombrar un vicario coadjutor. Pero, por encima de él, la Congregación General es el órgano supremo de gobierno de la Compañía.
Al prepósito general lo ayudan directamente en su tarea, cuatro asistentes generales (Asistentes ad Providentiam, elegidos por la CG), que tienen por objetivo atender a la salud y gobierno del General y vigilar su capacidad de gestión. Además, existen los asistentes regionales, los provinciales, los superiores de regiones y los superiores locales. Hay órganos de gobierno que se reúnen periódicamente, como las Congregaciones Provinciales y la Congregación de Procuradores.
El conjunto de las normas y principios que guían la vida de los jesuitas está recogido en las Constituciones, redactadas por Ignacio de Loyola. Para facilitar el gobierno, la Orden está dividida en sectores geográficos o lingüísticos llamados asistencias (actualmente son nueve) y, dentro de cada una de ellas, en provincias que suman un total de 64.

### Membresía
A la muerte de San Ignacio, la compañía contaba con unos 1000 miembros, entre sacerdotes y hermanos legos.
En 1965 la Compañía alcanza su máxima expansión, con más de 36 000 jesuitas, de los cuales 20 301 habían sido ordenados sacerdotes; además de dirigir 2195 parroquias. Desde entonces se observa una acusada disminución del número de jesuitas, debido a la escasez de vocaciones y a numerosas secularizaciones, que ha motivado la unificación de algunas provincias y el cierre de obras o el traspaso de la dirección de algunas a seglares. Algunas personas consideran que los precedentes de la actual situación de la Compañía datan desde mediados de los años 1950, cuando comenzaron a disminuir las vocaciones en Europa.[cita requerida]
En el Anuario Pontificio de 2018, que refleja las cifras de 2017, los jesuitas aparecían con 16 378 miembros, de los cuales 11 785 eran sacerdotes ordenados, siendo la mayor orden religiosa masculina católica hoy en día, seguida por los salesianos y los franciscanos. Su actividad se extiende a los campos educativo, social, intelectual, misionero y de medios de comunicación católicos, además de atender 1541 parroquias en todo el mundo.
| Evolución de la Compañía de Jesús en número de miembros |
|                                                         |
| Fuente: Anuario Pontificio.                             |

## Papa

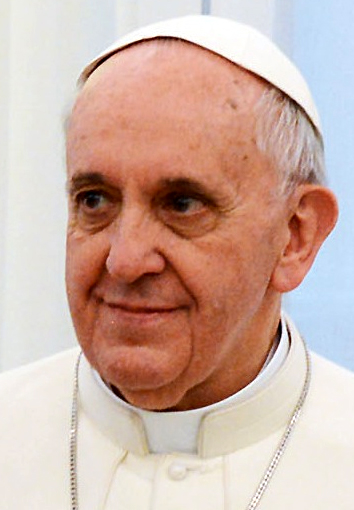
Francisco, el argentino Jorge Mario Bergoglio, fue el primer papa perteneciente a la Compañía de Jesús. También proceden de esta 82 obispos actualmente vivos.

Aun siendo los miembros de la Compañía de Jesús considerados como influyentes consejeros de la Curia Romana desde los siglos XVI y XVII hasta el pontificado de Juan Pablo II, ninguno había alcanzado posteriormente la dignidad papal. En referencia a las dignidades eclesiásticas, y para evitar que la ambición se insinuase en el espíritu de los miembros de la Compañía, Ignacio de Loyola añadió en las constituciones por él escritas la obligación de un voto reservado a la Santa Sede: según el espíritu del fundador, solo en raras ocasiones y por gravísimos y extraordinarios motivos se dispensaría del voto a algunos de los miembros de la Compañía y se obligaría con precepto de obediencia al papa la aceptación de dignidades eclesiásticas. Esto conlleva que en aquellos casos en que algún miembro fuera llamado por la Santa Sede a un servicio como parte de la jerarquía eclesiástica, debería primero ser dispensado del voto que le impide tal ejercicio.
El 13 de marzo de 2013, durante la quinta votación del cónclave derivado de la renuncia del Benedicto XVI, fue elegido como nuevo papa el arzobispo de Buenos Aires, Jorge Mario Bergoglio, quien fuera miembro de la Compañía de Jesús y quien tomó el nombre de Francisco, cuyo papado duró 12 años, hasta el día de su muerte (21 de abril del 2025). Además del cardenal Bergoglio, otro cardenal elector perteneció a la orden: el indonesio Julius Darmaatmadja, quien se excusó de asistir a ese cónclave por problemas de salud.

## En el cine y la literatura
- La misión, película de 1986 dirigida por Roland Joffé, ganadora del Festival de Cannes. Ambientada en el siglo XVIII en las reducciones jesuíticas del Paraguay y noreste de Argentina, recrea los eventos que condujeron a la destrucción de esas misiones y a la supresión de la Compañía de Jesús. La famosa banda sonora del filme fue compuesta por Ennio Morricone.
- Sotana negra (Black Robe), filme canadiense de 1991 acerca de un jesuita francés del siglo XVII que misiona entre los algonquinos del Canadá.
- El vizconde de Bragelonne, novela de Alejandro Dumas, en la que Aramis, uno de los tres mosqueteros, se ha convertido en jesuita y desempeña un papel importante en la trama.
- Retrato del artista adolescente, libro de James Joyce (exalumno de la Compañía) en la que el protagonista, Stephen Dedalus, es estudiante de dos centros jesuitas irlandeses: Clongowes Wood College y Belvedere.
- "Un caso de conciencia" (A Case of Conscience), es una novela de ciencia ficción del escritor estadounidense James Blish, publicada por primera vez en 1958 por Ballantine Books. Narra la historia de un jesuita que investiga una raza alienígena que no tiene religión mas posee un perfecto sentido de moralidad innato, lo que contradice las enseñanzas católicas. La novela recibió en 1959 el premio Hugo a la mejor novela de ciencia ficción o fantasía.
- El gorrión (The Sparrow), obra de Mary Doria Russell, publicada en español como Rakhat: la última misión de la Compañía, es una premiada novela de ciencia ficción de 1996 acerca de una misión jesuita enviada a una civilización extraterrestre. Su secuela, escrita dos años más tarde, se llama Los niños de Dios.
- El exorcista, libro de William Peter Blatty, llevado al cine con el mismo nombre por William Friedkin. El filme, protagonizado por Max von Sydow y con guion del autor de la novela, fue rodado en las universidades jesuitas estadounidenses de Georgetown (donde se graduó Blatty) y Fordham. Dos sacerdotes de la Compañía intervienen en un caso de posesión diabólica en Washington.
- El hombre de la máscara de hierro, película de 1998 dirigida por Randall Wallace y basada en la novela de Dumas El vizconde de Bragelonne, en la que Jeremy Irons interpreta a Aramis, "General oculto" de los jesuitas, según la trama.
- Padre Pro, cinta de 2007 basada en la vida del mártir Miguel Agustín Pro, dirigida por Miguel Rico Tavera. Este jesuita mexicano, ejecutado durante los conflictos anticlericales de los años 1920 conocidos como Guerra Cristera, fue beatificado por Juan Pablo II.
- El último jesuita, novela histórica de Pedro Miguel Lamet, él mismo sacerdote de la Compañía, sobre la supresión de la Orden en el siglo XVIII por el papa Clemente XIV tras las presiones y conjuras políticas del rey Carlos III.
- Hyperion es una saga de ciencia ficción escrito por Dan Simmons y publicado en 1989; una de sus historias tiene como protagonistas a dos sacerdotes jesuitas.
- La araña negra, novela de Vicente Blasco Ibáñez donde se descubre el intrigante mundo de la Compañía de Jesús y su relación con el poder.
- La vocation suspendue (la vocación suspendida) es una novela semiautobiográfica de Pierre Klossowski publicada en 1950 en la que se narran las peripecias de un seminarista en crisis y en la que aparece un intrigante jesuita catalán que se hace pasar por un pintor vanguardista disipado que examina y pone a prueba la vocación de los jóvenes aspirantes al sacerdocio.
- Silence (Silencio), filme de Martin Scorsese basado en la novela homónima del escritor japonés Shūsaku Endō. La película recrea el viaje que realizan dos jesuitas portugueses para encontrar al que fue su maestro, el padre Cristóvão Ferreira, y la subsiguiente persecución que enfrentan.
- Los galgos del Papa, novela histórica (2017) de Agustín Muñoz Sanz. Trata del episodio de intento de secesión de la facción española de la Compañía, enfrentada a la central de Roma cuando era prepósito general Claudio Acquaviva (Quinta Congregación General).[52]
- Los jesuitas aparecen en El cementerio de Praga, la novela de Umberto Eco.[53]
- Llegaron de noche, película hispano-colombiana (2022), dirigida por Imanol Uribe y protagonizada por Juana Acosta, Juan Carlos Martínez, Carmelo Gómez y Karra Elejalde, en los papeles principales. Es una dramatización de los asesinatos de seis sacerdotes jesuitas españoles, la cocinera de estos y su hija en El Salvador en 1989 por parte del Ejército salvadoreño.

## Bibliografía

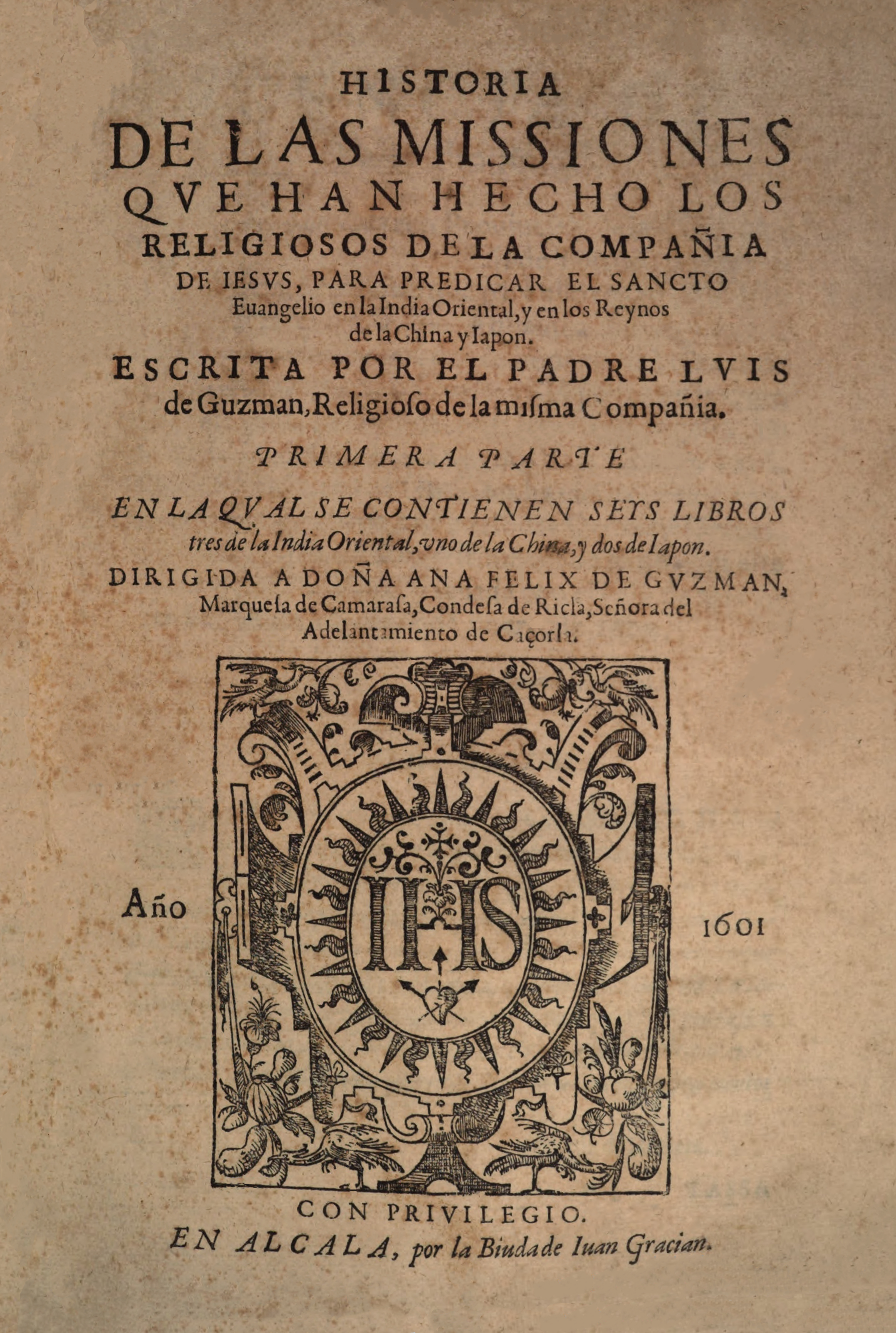
Historia de las misiones jesuitas en India, China y Japón (Luis Guzmán, 1601)